# Szulfid- és rokon ásványok

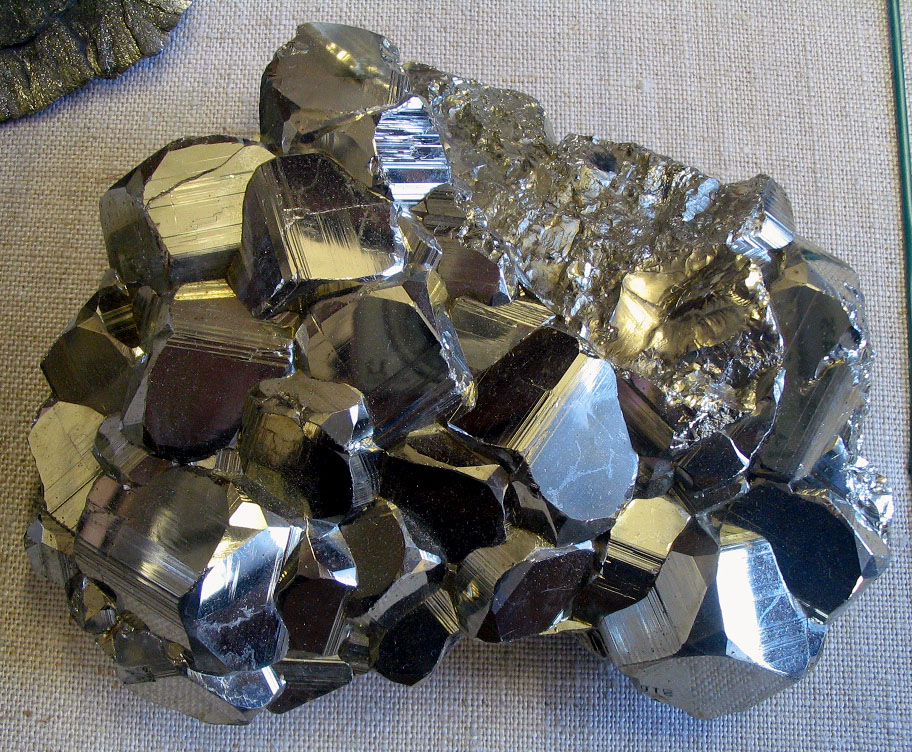
Pirit

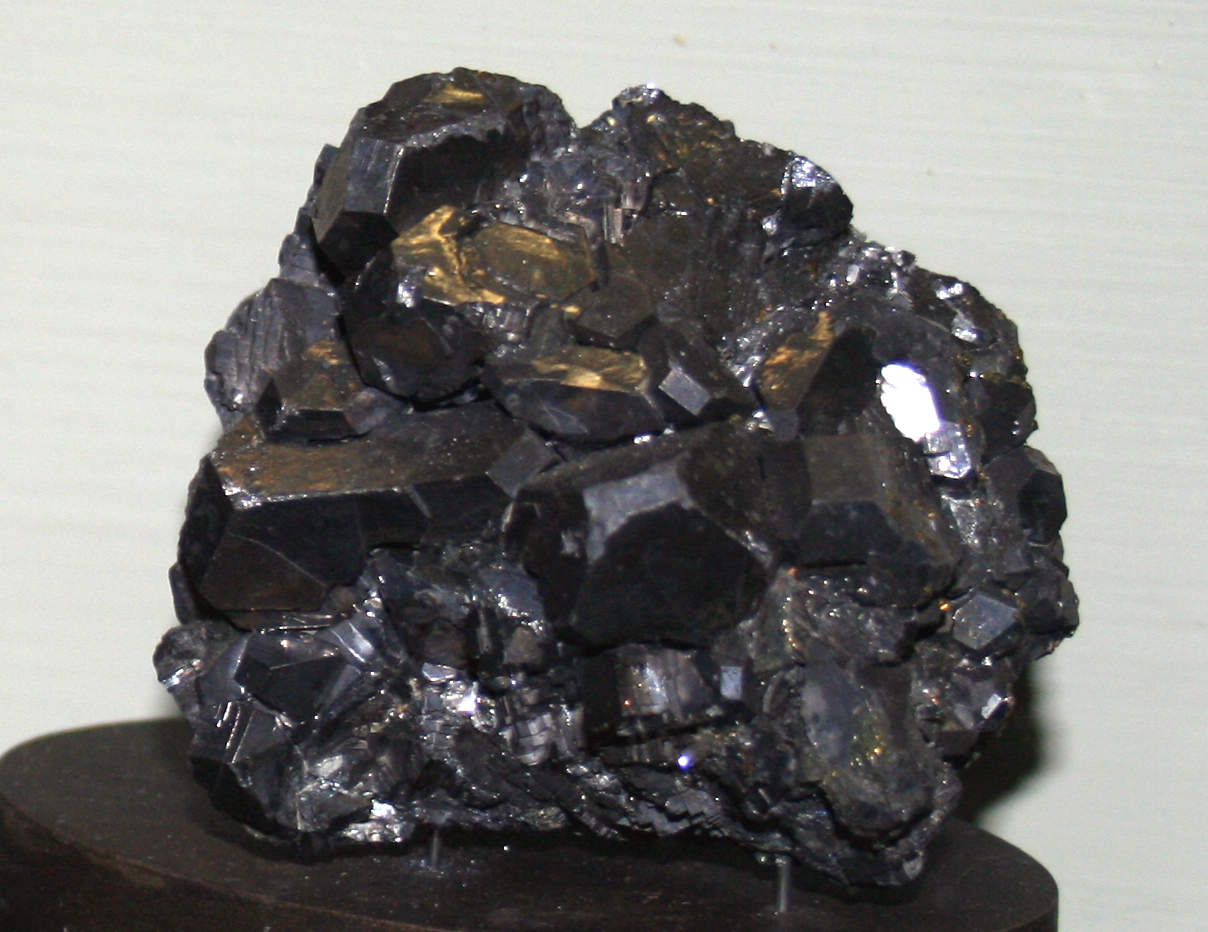
Galenit

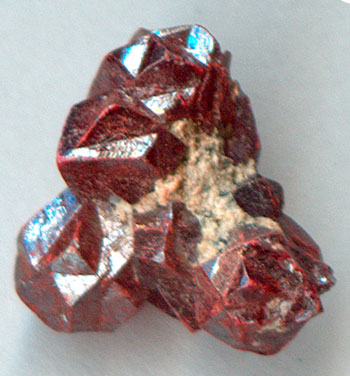
Cinnabarit

A szulfid- és rokon ásványok képezik az ásványrendszertani osztályozás egy ásványosztályát. Ide sorolják a szulfidokat, szelenideket, telluridokat, antimonidokat és bizmutidokat, vagyis a kén, szelén, tellúr, antimon és bizmut vegyületeit. Az osztály ásványainak legnagyobb és legfontosabb részét a szulfidásványok alkotják, a többi vegyületeknek, jóllehet sokfélék és változatosak, alárendeltebb szerepük van.

## Előfordulásuk
Az ebbe az osztályba tartozó vegyületek mennyiségileg a földkéreg megközelítőleg 0,15%-át teszik ki. Ezek nagy része vas-szulfid, a többinek az együttes mennyisége nem éri el a 0,01%-ot.

## Jellemzőik
A szulfidos vegyületek képzésében részt vevő legfontosabb elemek: mangán (Mn), vas (Fe), kobalt (Co), nikkel (Ni), réz (Cu), cink (Zn), germánium (Ge), arzén (As), molibdén (Mo), ezüst (Ag), kadmium (Cd), ón (Sn), antimon (Sb), platina (Pt), arany (Au), higany (Hg), tellúr (Tl), ólom (Pb) és bizmut (Bi).
A szulfidok általános jellegzetessége a fémes megjelenés, átlátszatlanság és a magas sűrűség. Jól vezetik az elektromos áramot illetve félvezetők.
A szulfidok ásványosztályra rendkívül változatos kristályszerkezetek jellemzőek. Ennek egyik oka az, hogy anion gyanánt a kénen kívül a másik két fémes elem, a szelén és tellúr is szerepelhet, de közülük szerkezeti változás nélkül csak a szelén helyettesítheti a ként, a nagyobb méretű és fémesebb jellemű tellúr már csak egy-két szulfidszerkezetbe (pl. altait) léphet be rácsmódosulás nélkül. Emiatt a telluridok nagy részének külön rácstípusa van.
Gyakori jelenség a szulfidok körében, hogy a kationpozíciókat két vagy több, egymással nem egyenértékű fématom is betöltheti (kettős szulfidok).
Egyes esetekben a félfémek (As, Sb, Bi) a valódi fémekhez társulva ezekkel egyenlően viselkednek, s fémes kötésű, ötvözetszerű rács alakítanak ki. Más esetekben a szulfidrácsban töltenek be ugyancsak a valódi fémekhez hasonló szerepet, s ezzel a kettős szulfidok sajátos fajtája jön létre. Egy másik változat, amikor szintén a szulfidos rácsban, félfémes jellegüknek megfelelően, a fémekkel nem ekvivalens szerepük van, s így a komplex szulfidok (szulfosók) csoportja jön létre. Az erősen negatív kénnel egyszerű félfém-szulfid is létrejöhet (As2S3).
A szulfidok a legfontosabb ércásványok. Magmás folyamatok során keletkeznek a földkéreg mélyebb rétegeiben, de meteoritekben is előfordulnak. A felszínen vagy felszínközelben rendszerint elbomlanak. A szulfidvegyületek szétesnek és a belőlük felszabaduló fémek a talajvizek, valamint a légkör anyagaival kölcsönhatásba lépve színpompás oxid-, hidroxid, karbonát-, szulfát- és foszfátvegyületeket képeznek. Az érctelepek így átalakult felső övét vaskalapnak nevezik. A bomlás során a színesfémek nagy része oldatba kerül és lefelé vándorolva elér az oxigénszegény zónákba, ahol ismét kicsapódik szulfidként. Az itt kialakuló gazdag teleprész a cementációs öv.

## Szulfidok rendszerezése

### Dana-féle rendszer
A hagyományos Dana-féle ásványrendszertan szerint a szulfidok osztálya hat alosztályra osztható: egyszerű szulfidok, arzenidek, antimonidok, telluridok, szelenidek és szulfosók. Az új Dana-féle rendszertan a szulfidokat két osztályba sorolja: külön a szulfidokat és külön a szulfosókat.
- II – 2 Szulfidok

| - 2.0 Besorolatlan szulfidok (Dana-féle sorszám nélküliek) - Kalkocitcsoport - 2.0.0.0 Argentit Ag2S - Nikkelincsoport - 2.0.0.0 Imgreit NiTe - Piritcsoport - 2.0.0.0 Bravoit (Fe,Ni,Co)S2 - Szelenidek - 2.0.0.0 Achavalit FeSe - Szelenidek: Te - 2.0.0.0 Vihorlatit Bi8+x(Se,Te,S)11-x - Szilicidek - 2.0.0.0 Ferdisilicit FeSi2 - 2.0.0.0 Fersilicit FeSi - Szulfidok - 2.0.0.0 Bayankhanit Cu6HgS4 - 2.0.0.0 Dayingit CuCoPtS4 - 2.0.0.0 Dzhezkazganit (Pb,Cu,Rh)S2 - 2.0.0.0 Horobetsuit (Bi,Sb)2S3 - 2.0.0.0 Iridisit (Ir,Cu,Rh,Ni,Pt)S2 - 2.0.0.0 Izokalkopirit Cu8Fe9S16 - 2.0.0.0 Jaipurit CoS - 2.0.0.0 Kitaibelit Ag10PbBi30S51 - Szulfosók: As, Sb - 2.0.0.0 Stibioenargit Cu3(Sb,As)S4 - Szulfosók: Bi - 2.0.0.0 Bizmutoplagionit 5PbS.4Bi2S3 - Szulfosók: Sb - 2.0.0.0 Plumosit Pb2Sb2S5 - Szulfosók: Sn - 2.0.0.0 Volfsonit Cu10CuFeFe2Sn3S16 - Szulfosók: Te - 2.0.0.0 Protojoseit Bi4TeS2 - Telluridok - 2.0.0.0 Dilithium Li2Te - 2.0.0.0 Sztrokayite Bi3TeS2 - Telluridok - 2.0.0.0 Kurilit (Ag,Au)2(Te,Se,S) - 2.1 AmXp (ahol m:p>3:1) felépítésű szulfidok, szelenidek és telluridok - 2.1.1.1 Algodonit Cu6As - 2.1.2.1 Horsfordit Cu5Sb - 2.1.3.1 Telargpalit (Pd,Ag)3Te - 2.1.4.1 Duranusit As4S - 2.1.5.1 Bezsmertnovit Au4Cu(Te,Pb) - 2.1.6.1 Bilibinskit Au3Cu2PbTe2 - 2.2 AmBnXp (ahol (m+n):p>3:1) felépítésű szulfidok, szelenidek és telluridok - 2.2.1.1 Diszkrazit Ag3Sb - 2.2.1.2 Allargentum Ag1-xSbx(x=0.009-0.16) - 2.2.2.1 Domeykit Cu3As - 2.2.2.2 Kutinait Cu14Ag6As7 - 2.2.2.3 Dienerit Ni3As - 2.2.3.1 Bogdanovit (Au,Te,Pb)3(Cu,Fe) - 2.2.4.1 Atheneit (Pd,Hg)3As - 2.2.5.1 Vincentit (Pd,Pt)3(As,Sb,Te) - 2.2.6.1 Keithconnit Pd3-xTe (x=0.14-0.43) - 2.3 AmBnXp (ahol (m+n):p>5:2) felépítésű szulfidok, szelenidek és telluridok - 2.3.1.1 Koutekit Cu5As2 - 2.3.2.1 Orcelit Ni5-xAs2 (x=0.23) - 2.3.3.1 Stibiopalladinit Pd5Sb2 - 2.3.3.2 Palarstanid Pd8(Sn,As)3 - 2.3.4.1 Parkerit Ni3(Bi,Pb)2S2 - 2.3.5.1 Shandit Pb2Ni3S2 - 2.3.5.2 Rhodoplumsit Pb2Rh3S2 - 2.3.6.1 Vozhminit (Ni,Co)4(As,Sb)S2 - 2.3.7.1 Laflammeit Pd3Pb2S2 - 2.4 AmBnXp (ahol (m+n):p>2:1) felépítésű szulfidok, szelenidek és telluridok - 2.4.1.1 Akantit Ag2S - 2.4.1.2 Naumannit Ag2Se - 2.4.1.3 Aguilarit Ag4SeS - 2.4.2.1 Hessit - 2.4.2.2 Cervelleit Ag4TeS - 2.4.3.1 Uytenbogaardtit Ag3AuS2 - 2.4.3.2 Fischesserit Ag3AuSe2 - 2.4.3.3 Petzit Ag3AuTe2 - 2.4.4.1 Jalpait Ag3CuS2 - 2.4.5.1 Mckinstryit (Ag,Cu)2S - 2.4.6.1 Stromeyerit AgCuS - 2.4.6.2 Eucairit CuAgSe - 2.4.7 Kalkocitcsoport ([Cu]2-xS] ) - 2.4.7.1 Kalkocit Cu2S - 2.4.7.2 Djurleit Cu31S16 - 2.4.7.3 Digenit Cu9S5 - 2.4.7.4 Roxbyit Cu1.78S - 2.4.7.5 Anilit Cu7S4 - 2.4.7.6 Geerit Cu8S5 - 2.4.7.7 Spionkopit Cu1.4S - 2.4.8.1 Weissit Cu1.9Te - 2.4.9.1 Bellidoit Cu2Se - 2.4.10.1 Berzelianit Cu2Se - 2.4.11.1 Cuprostibit Cu2(Sb,Tl) - 2.4.12.1 Crookesit Cu7(Tl,Ag)Se4 - 2.4.12.2 Sabatierit Cu4TlSe3 - 2.4.13.1 Carlinit Tl2S - 2.4.14.1 Palladoarzenid Pd2As - 2.4.15.1 Palladobizmutarzenid Pd2(As,Bi) - 2.4.16.1 Majakit PdNiAs - 2.4.16.2 Menshikovit Pd3Ni2As3 - 2.4.17.1 Petrovskait AuAg(S,Se) - 2.4.18.1 Novakit (Cu,Ag)21As10 - 2.4.19.1 Rhodoarzenid (Rh,Pd)2As - 2.4.19.2 Palladodimit (Pd,Rh)2As - 2.4.20.1 Polkanovit Rh12As7 - 2.4.21.1 Suredait PbSnS3 - 2.4.22.1 Naldretteit Pd2Sb - 2.5 AmBnXp (ahol (m+n):p>3:2) felépítésű szulfidok, szelenidek és telluridok - 2.5.1.1 Umangit Cu3Se2 - 2.5.2.1 Bornit Cu5FeS4 - 2.5.3.1 Heazlewoodit Ni3S2 - 2.5.4.1 Oregonit Ni2FeAs2 - 2.5.5.1 Thalcusit TlCu3FeS4 - 2.5.5.2 Bukovit Tl2Cu3FeSe4 - 2.5.5.3 Murunskit K2Cu3FeS4 - 2.5.6.1 Argirodit Ag8GeS6 - 2.5.6.2 Canfieldit Ag8SnS6 - 2.5.7.1 Daomanit CuPtAsS2 - 2.5.8.1 Imiterit Ag2HgS2 - 2.5.8.2 Brodtkorbit Cu2HgSe2 - 2.5.9.1 Chvilevait Na(Cu,Fe,Zn)2S2 - 2.5.10.1 Putzit (Cu4.7Ag3.3)GeS6 - 2.6 AmBnXp (ahol (m+n):p>4:3) felépítésű szulfidok, szelenidek és telluridok - 2.6.1.1 Dimorphit As4S3 - 2.6.2 Joseitcsoport - 2.6.2.1 Joseit Bi4(S,Te)3 - 2.6.2.2 Joseit-B Bi4(S,Te)3 - 2.6.2.3 Ikunolit Bi4(S,Se)3 - 2.6.2.4 Laitakarit Bi4(Se,S)3 - 2.6.2.5 Pilsenit Bi4Te3 - 2.6.2.6 Poubait PbBi2Se2(Te,S)2 - 2.6.2.7 Rucklidgeit (Bi,Pb)3Te4 - 2.6.2.8 Babkinit Pb2Bi2(S,Se)3 - 2.6.3.1 Kochkarit PbBi4Te7 - 2.6.3.2 Aleksit PbBi2Te2S2 - 2.6.3.3 Hedleyit Bi7Te3 - 2.6.4.1 Genkinit (Pt,Pd)4Sb3 - 2.6.4.2 Oulankait (Pd,Pt)5(Cu,Fe)4SnTe2S2 - 2.6.5.1 Temagamit Pd3HgTe3 - 2.6.6.1 Donharrisit Ni8Hg3S9 - 2.6.7.1 Saddlebackit Pb2Bi2Te2S3 - 2.7 AmBnXp (ahol (m+n):p>9:8) felépítésű szulfidok, szelenidek és telluridok - 2.7.1 Pentlanditcsoport - 2.7.1.1 Pentlandit (Fe,Ni)9S8 - 2.7.1.2 Argentopentlandit Ag(Fe,Ni)8S8 - 2.7.1.3 Kobaltpentlandit Co9S8 - 2.7.1.4 Shadlunit (Pb,Cd)(Fe,Cu)8S8 - 2.7.1.5 Mangán-shadlunit (Mn,Pb)(Cu,Fe)8S8 - 2.7.1.6 Geffroyit (Ag,Cu,Fe)9(Se,S)8 - 2.7.2.1 Mackinawit (Fe,Ni)S0.9 - 2.7.3.1 Yarrowit Cu9S8 - 2.7.4.1 Godlevskit (Ni,Fe)9S8 - 2.7.5.1 Kharaelakhit (Pt,Cu,Pb,Fe,Ni)9S8 - 2.7.6.1 Tischendorfit Pd8Hg3Se9 - 2.8 AmBnXp (ahol (m+n):p>1:1) felépítésű szulfidok, szelenidek és telluridok - 2.8.1 Galenitcsoport - 2.8.1.1 Galenit PbS | - 2.8.1.2 Clausthalit PbSe - 2.8.1.3 Altait PbTe - 2.8.1.4 Alabandit MnS - 2.8.1.5 Oldhamit (Ca,Mg,Fe)S - 2.8.1.6 Niningerit (Mg,Fe,Mn)S - 2.8.1.7 Borovskit Pd3SbTe4 - 2.8.1.8 Crerarit (Pt,Pb)Bi3(S,Se)4-x (x~0.7) - 2.8.1.9 Keilit (Fe,Mg)S - 2.8.2 Szfaleritcsoport - 2.8.2.1 Szfalerit (Zn,Fe)S - 2.8.2.2 Stilleit ZnSe - 2.8.2.3 Metacinnabarit HgS - 2.8.2.4 Tiemannit HgSe - 2.8.2.5 Coloradoit HgTe - 2.8.2.6 Hawleyit CdS - 2.8.3.1 Polhemusit (Zn,Hg)S - 2.8.4.1 Xingzhongit (Pb,Cu,Fe)(Ir,Pt,Rh)2S4 - 2.8.5.1 Cooperit (Pt,Pd,Ni)S - 2.8.5.2 Vysotskit (Pd,Ni)S - 2.8.5.3 Braggit (Pt,Pd,Ni)S - 2.8.6.1 Polarit Pd(Bi,Pb) - 2.8.7 Wurtzitcsoport - 2.8.7.1 Wurtzit (Zn,Fe)S - 2.8.7.2 Greenockit CdS P - 2.8.7.3 Cadmoselit CdSe - 2.8.7.4 Rambergit MnS - 2.8.8.1 Hipercinnabarit HgS - 2.8.9.1 Troilit FeS - 2.8.10.1 Pirrhotin Fe(1-x)S (x=0-0.17) - 2.8.10.2 Smythit (Fe,Ni)9S11 - 2.8.11 Nikkelincsoport - 2.8.11.1 Nikkelin NiAs - 2.8.11.2 Breithauptit NiSb - 2.8.11.3 Sederholmit NiSe - 2.8.11.4 Hexatestibiopanickelit (Ni,Pd)(Te,Sb) - 2.8.11.5 Sudburyit (Pd,Ni)Sb - 2.8.11.6 Kotulskit Pd(Te,Bi) - 2.8.11.7 Sobolevskit PdBi - 2.8.11.8 Stumpflit Pt(Sb,Bi) - 2.8.11.9 Langisit (Co,Ni)As - 2.8.11.10 Freboldit CoSe - 2.8.11.11 Sorosit Cu(Sn,Sb) - 2.8.12.1 Covellit CuS - 2.8.12.2 Klockmannit CuSe - 2.8.13.1 Vulkanit CuTe - 2.8.14.1 Cinnabarit HgS - 2.8.15.1 Mátrait ZnS - 2.8.16.1 Millerit NiS - 2.8.16.2 Makinenit NiSe - 2.8.17.1 Ruténarzenit (Ru,Ni)As - 2.8.17.2 Cherepanovit RhAs - 2.8.18.1 Modderit (Co,Fe)As - 2.8.19.1 Westerveldit (Fe,Ni,Co)As - 2.8.20 Tsumoitcsoport - 2.8.20.1 Tsumoit BiTe - 2.8.20.2 Szulfótsumoit Bi3Te2S - 2.8.20.3 Nevskit Bi(Se,S) - 2.8.20.4 Ingodit Bi(S,Te) - 2.8.20.5 Telluronevskit Bi3TeSe2 - 2.8.21.1 Platinite (Bi,Pb)3(Se,S)4 - 2.8.22.1 Realgár AsS - 2.8.22.2 Pararealgár AsS - 2.8.22.3 Uzonit As4S5 - 2.8.22.4 Alacranit As8S9 - 2.8.23.1 Herzenbergit SnS - 2.8.24.1 Empressit AgTe - 2.8.25.1 Muthmannit AgAuTe2 - 2.9 AmBnXp (ahol (m+n):p=1:1) felépítésű szulfidok, szelenidek és telluridok - 2.9.1 Kalkopiritcsoport - 2.9.1.1 Kalkopirit CuFeS2 - 2.9.1.2 Eskebornit CuFeSe2 - 2.9.1.3 Gallit CuGaS2 - 2.9.1.4 Roquesit CuInS2 - 2.9.1.5 Lenait AgFeS2 - 2.9.1.6 Laforetit AgInS2 - 2.9.2 Stannitcsoport - 2.9.2.1 Stannit Cu2FeSnS4 - 2.9.2.2 Cernyit Cu2CdSnS4 - 2.9.2.3 Briartit Cu2(Zn,Fe)GeS4 - 2.9.2.4 Kuramit Cu3SnS4 - 2.9.2.5 Sakuraiit (Cu,Zn,Fe,In,Sn)4S4 - 2.9.2.6 Hocartit Ag2FeSnS4 - 2.9.2.7 Pirquitasit Ag2ZnSnS4 - 2.9.2.8 Velikit Cu2HgSnS4 - 2.9.2.9 Kesterit Cu2(Zn,Fe)SnS4 - 2.9.2.10 Ferrokesterit Cu2(Fe,Zn)SnS4 - 2.9.2.11 Barquillit Cu2CdGeS4 - 2.9.3.1. Mawsonit Cu6Fe2SnS8 - 2.9.3.2 Chatkalit Cu6FeSn2S8 - 2.9.3.3 Stannoidit Cu8Fe3Sn2S12 - 2.9.4 Germanitcsoport - 2.9.4.1 Renierit (Cu,Zn)11(Ge,As)2Fe4S16 - 2.9.4.2 Germanit Cu26Fe4Ge4S32 - 2.9.4.3 Maikainit Cu20(Fe,Cu)6Mo2Ge6S32 - 2.9.4.4 Ovamboit Cu20(Fe,Cu,Zn)6W2Ge6S32 - 2.9.5.1 Morozeviczit (Pb,Fe)3Ge1-xS4 - 2.9.5.2 Polkovicit (Fe,Pb)3(Ge,Fe)1-xS4 - 2.9.6.1 Hemusit Cu6SnMoS8 - 2.9.6.2 Kiddcreekit Cu6SnWS8 - 2.9.7.1 Putoranit Cu1.1Fe1.2S2 - 2.9.8.1 Talnakhit Cu9(Fe,Ni)8S16 - 2.9.8.2 Haycockit Cu4Fe5S8 - 2.9.8.3 Mooihoekit Cu9Fe9S16 - 2.9.9.1 Raguinit TlFeS2 - 2.9.10.1 Teallit PbSnS2 - 2.9.11.1 Rasvumit KFe2S3 - 2.9.12.1 Sternbergit AgFe2S3 - 2.9.12.2 Picotpaulit TlFe2S3 - 2.9.13.1 Kubanit CuFe2S3 - 2.9.13.2 Argentopirit AgFe2S3 - 2.9.13.3 Izokubanit CuFe2S3 - 2.9.14.1 Idait Cu5FeS6 - 2.9.14.2 Catamarcait Cu6GeWS8 - 2.9.15.1 Nukundamit (Cu,Fe)4S4 - 2.9.16.1 Mohit Cu2SnS3 - 2.9.17.1 Caswellsilverit NaCrS2 - 2.9.17.2 Schollhornit Na0.3CrS2·(H2O) - 2.9.17.3 Cronusit Ca0.2(H2O)2CrS2 - 2.9.18.1 Petrukit (Cu,Fe,Zn)2(Sn,In)S4 - 2.9.19.1 Bartonit K3Fe10S14 - 2.9.19.2 Chlorbartonit K6Fe24S26(Cl,S) - 2.10 AmBnXp (ahol (m+n):p=3:4) felépítésű szulfidok, szelenidek és telluridok - 2.10.1 Linnaeitcsoport - 2.10.1.1 Linnaeit CoCo2S4 - 2.10.1.2 Carrollit Cu(Co,Ni)2S4 - 2.10.1.3 Fletcherit Cu(Ni,Co)2S4 - 2.10.1.4 Tyrrellit (Cu,Co,Ni)3Se4 - 2.10.1.5 Bornhardtit CoCo2Se4 - 2.10.1.6 Siegenit (Ni,Co)3S4 - 2.10.1.7 Polidimit NiNi2S4 - 2.10.1.8 Violarit FeNi2S4 - 2.10.1.9 Trustedtit Ni3Se4 - 2.10.1.10 Greigit FeFe2S4 - 2.10.1.11 Daubreelit FeCr2S4 - 2.10.1.12 Indit FeIn2S4 - 2.10.1.13 Kalininit ZnCr2S4 - 2.10.1.14 Florensovit Cu(Cr1.5Sb0.5)S4 - 2.10.1.15 Cuproiridsit CuIr2S4 - 2.10.1.16 Cuprorhodsit CuRh2S4 - 2.10.1.17 Malanit Cu(Pt,Ir)2S4 - 2.10.1.18 Ferrorhodsit (Fe,Cu)(Rh,Ir,Pt)2S4 - 2.10.1.19 Cadmoindit CdIn2S4 - 2.10.2.1 Wilkmanit Ni3Se4 - 2.10.2.2 Brezinait Cr3S4 - 2.10.2.3 Heideit (Fe,Cr)1+x(Ti,Fe)2S4 - 2.10.3.1 Rhodostannit Cu2FeSn3S8 - 2.10.3.2 Toyohait Ag2FeSn3S8 - 2.10.4.1 Konderit PbCu3(Rh,Pt,Ir)8S16 - 2.10.4.2 Inaglyit PbCu3(Ir,Pt)8S16 - 2.10.5.1 Tarkianit (Cu,Fe)(Re,Mo)4S8 - 2.11 AmBnXp (ahol (m+n):p=2:3) felépítésű szulfidok, szelenidek és telluridok - 2.11.1.1 Orpiment As2S3 - 2.11.1.2 Getchellit AsSbS3 - 2.11.2 Stibnitcsoport - 2.11.2.1 Stibnit Sb2S3 - 2.11.2.2 Antimonselit Sb2Se3 - 2.11.2.3 Bizmutinit Bi2S3 - 2.11.2.4 Guanajuatit Bi2Se3 - 2.11.3.1 Metastibnit Sb2S3 - 2.11.4.1 Wakabayashilit (As,Sb)11S18 - 2.11.5.1 Paakkonenit Sb2AsS2 - 2.11.6.1 Laphamit As2(Se,S)3 *2.11.7 Tetradimitcsoport - 2.11.7.1 Tetradimit Bi2Te2S - 2.11.7.2 Tellurobizmutit Bi2Te3 | - 2.11.7.3 Tellúrantimon Sb2Te3 - 2.11.7.4 Paraguanajuatit Bi2(Se,S)3 - 2.11.7.5 Kawazulit Bi2(Te,Se,S)3 - 2.11.7.6 Skippenit Bi2Se2(Te,S) - 2.11.8.1 Montbrayit (Au,Sb)2Te3 - 2.11.9.1 Ottemannit Sn2S3 - 2.11.10.1 Nagyágit AuPb(Sb,Bi)Te2-3S6 - 2.11.11.1 Buckhornit AuPb2BiTe2S3 - 2.11.12.1 Bowieit (Rh,Ir,Pt)1.77S3 - 2.11.12.2 Kashinit (Ir,Rh)2S3 - 2.11.13.1 Edgarit FeNb3S6 - 2.12 AmBnXp (ahol (m+n):p=1:2) felépítésű szulfidok, szelenidek és telluridok - 2.12.1 Piritcsoport - 2.12.1.1 Pirit FeS2 - 2.12.1.2 Vaesit NiS2 - 2.12.1.3 Cattierit CoS2 - 2.12.1.4 Penroseit (Ni,Co,Cu)Se2 - 2.12.1.5 Trogtalit CoSe2 - 2.12.1.6 Villamaninit (Cu,Ni,Co,Fe)S2 - 2.12.1.7 Fukuchilit Cu3FeS8 - 2.12.1.8 Krutait CuSe2 - 2.12.1.9 Hauerit MnS2 - 2.12.1.10 Laurit RuS2 - 2.12.1.11 Aurostibit AuSb2 - 2.12.1.12 Krutovit NiAs2 - 2.12.1.13 Sperrylit PtAs2 - 2.12.1.14 Geversit Pt(Sb,Bi)2 - 2.12.1.15 Insizwait Pt(Bi,Sb)2 - 2.12.1.16 Erlichmanit OsS2 - 2.12.1.17 Dzharkenit FeSe2 - 2.12.1.18 Gaotaiit Ir3Te8 - 2.12.1.19 Mayingit IrBiTe - 2.12.2 Markazitcsoport - 2.12.2.1 Markazit FeS2 - 2.12.2.2 Ferroselit FeSe2 - 2.12.2.3 Frohbergit FeTe2 - 2.12.2.4 Hastit CoSe2 - 2.12.2.5 Mattagamit CoTe2 - 2.12.2.6 Kullerudit NiSe2 - 2.12.2.7 Omeiit (Os,Ru)As2 - 2.12.2.8 Anduoit (Ru,Os)As2 - 2.12.2.9 Lollingit FeAs2 - 2.12.2.10 Seinajokit (Fe,Ni)(Sb,As)2 - 2.12.2.11 Safflorit (Co,Fe)As2 - 2.12.2.12 Rammelsbergit NiAs2 - 2.12.2.13 Nisbit NiSb2 - 2.12.3 Kobaltitcsoport - 2.12.3.1 Kobaltit CoAsS - 2.12.3.2 Gersdorffit NiAsS - 2.12.3.3 Ullmannit NiSbS - 2.12.3.4 Willyamit (Co,Ni)SbS - 2.12.3.5 Tolovkit IrSbS - 2.12.3.6 Platarsit (Pt,Rh,Ru)AsS - 2.12.3.7 Irarsit (Ir,Ru,Rh,Pt)AsS - 2.12.3.8 Hollingworthit (Rh,Pt,Pd)AsS - 2.12.3.9 Jolliffeit (Ni,Co)AsSe - 2.12.3.10 Padmait PdBiSe - 2.12.3.11 Michenerit (Pd,Pt)BiTe - 2.12.3.12 Maslovit PtBiTe - 2.12.3.13 Testibiopalladit PdTe(Sb,Te) - 2.12.3.14 Changchengit IrBiS - 2.12.3.15 Milotait PdSbSe - 2.12.4.1 Arzenopirit FeAsS - 2.12.4.2 Gudmundit FeSbS - 2.12.4.3 Osarsit (Os,Ru)AsS - 2.12.4.4 Ruarsit RuAsS - 2.12.4.5 Iridarzenit (Ir,Ru)As2 - 2.12.4.6 Clinosafflorit (Co,Fe,Ni)As2 - 2.12.5.1 Pararammelsbergit NiAs2 - 2.12.5.2 Paxit CuAs2 - 2.12.6.1 Glaukodot (Co,Fe)AsS - 2.12.6.2 Alloklázit (Co,Fe)AsS - 2.12.7 Costibitcsoport - 2.12.7.1 Costibit CoSbS - 2.12.7.2 Paracostibit CoSbS - 2.12.7.3 Oenit CoSbAs - 2.12.8.1 Lautit CuAsS - 2.12.9.1 Bambollait Cu(Se,Te)2 - 2.12.10.1 Molibdenit MoS2 - 2.12.10.2 Driszdallit Mo(Se,S)2 - 2.12.10.3 Tungsztenit WS2 - 2.12.11.1 Jordisit MoS2 - 2.12.12.1 Jeromit As(S,Se)2 - 2.12.13.1 Krennerit AuTe2 - 2.12.13.2 Calaverit AuTe2 - 2.12.13.3 Sylvanit (Au,Ag)2Te4 - 2.12.13.4 Kostovit CuAuTe4 - 2.12.14 Melonitcsoport - 2.12.14.1 Melonit NiTe2 - 2.12.14.2 Kitkait NiTeSe - 2.12.14.3 Moncheit (Pt,Pd)(Te,Bi)2 - 2.12.14.4 Merenskyit (Pd,Pt)(Te,Bi)2 - 2.12.14.5 Berndtit SnS2 - 2.12.14.6 Shuangfengit IrTe2 - 2.12.14.7 Sudovikovit PtSe2 - 2.12.15.1 Froodit PdBi2 - 2.12.15.2 Urvantsevit Pd(Bi,Pb)2 - 2.12.15.3 Verbeekit PdSe2 - 2.12.16.1 Borishanskiit Pd1+x(As,Pb)2, x = 0-0.2 - 2.12.17.1 Skutterudit (Co,Ni)As3-x - 2.12.17.2 Nikkel-skutterudit (Ni,Co)As3-x - 2.12.17.3 Kieftit CoSb3 - 2.13 Szulfidok, szelenidek és telluridok (oxiszulfidok) - 2.13.1.1 Kermezit Sb2S2O - 2.13.2.1 Sarabauit CaSb10O10S6 - 2.13.3.1 Cetineit (K,Na)3+x(Sb2O3)3(Sb2S3)(OH)x·(2.8-x)(H2O) - 2.13.4.1 Viaeneit (Fe,Pb)4S8O - 2.14 Szulfidok, szelenidek és telluridok (hidroxilok) - 2.14.1.1 Valleriit 4(Fe,Cu)S·3(Mg,Al)(OH)2 - 2.14.2.1 Tochilinit 6Fe0.9S·5(Mg,Fe)(OH)2 - 2.14.3.1 Haapalait 2(Fe,Ni)S·1.6(Mg,Fe)(OH)2 - 2.14.3.2 Yushkinit V1-xS·n(Mg,Al)(OH)2 - 2.14.4.1 Vyalsovit FeS·Ca(OH)2·Al(OH)3 - 2.14.5.1 Erdit NaFeS2·2(H2O) - 2.14.6.1 Coyoteit NaFe3S5·2(H2O) - 2.14.7.1 Orickit CuFeS2·(H2O) - 2.14.8.1 Wilhelmramsayit Cu3FeS3·2(H2O) - 2.15 Szulfidok, szelenidek és telluridok (kloridok) - 2.15.1.1 Ardait Pb19Sb13S35Cl7 - 2.15.2.1 Djerfisherit K6Na(Fe,Cu,Ni)25S26Cl - 2.15.2.2 Thalfenisit Tl6(Fe,Ni,Cu)25S26Cl - 2.15.2.3 Owensit (Ba,Pb)6(Cu,Fe,Ni)25S27 - 2.15.3.1 Kolarit PbTeCl2 - 2.15.4.1 Radhakrishnait PbTe3(Cl,S)2 - 2.15.5.1 Perroudit Hg5-xAg4+xS5-x(Cl,I,Br)4+x - 2.15.6.1 Capgaronnit HgAg(Cl,Br,I)S - 2.15.6.2 Iltisit HgSAg(Cl,Br) - 2.15 Szulfidok, szelenidek és telluridok (besorolatlan ásványok) - 2.16.1.1 Mertieit-I Pd11(Sb,As)4 - 2.16.2.1 Isomertieit Pd11Sb2As2 - 2.16.3.1 Mertieit-II Pd8(Sb,As)3 - 2.16.4.1 Stillwaterit Pd8As3 - 2.16.5.1 Arzenopalladinit Pd8(As,Sb)3 - 2.16.6.1 Telluropalladinit Pd9Te4 - 2.16.7.1 Balkanit Cu9Ag5HgS8 - 2.16.7.2 Danielsit (Cu,Ag)14HgS8 - 2.16.8.1 Betekhtinit Cu10(Fe,Pb)S6 - 2.16.9.1 Larosit (Cu,Ag)21(Pb,Bi)2S13 - 2.16.10 Chrisstanleyit-csoport - 2.16.10.1 Sopcheit Ag4Pd3Te4 - 2.16.10.2 Chrisstanleyit Ag2Pd3Se4 - 2.16.10.3 Jagueit Cu2Pd3Se4 - 2.16.11.1 Henryit Cu4Ag3Te4 - 2.16.12.1 Furutobeit (Cu,Ag)6PbS4 - 2.16.12.2 Schlemait (Cu,[ ])6(Pb,Bi)Se4 - 2.16.13.1 Stutzit Ag5-xTe3,(x=0.24-0.36) - 2.16.14.1 Gortdrumit (Cu,Fe)6Hg2S5 - 2.16.15.1 Rickardit Cu7Te5 - 2.16.15.2 Oosterboschit (Pd,Cu)7Se3 - 2.16.16.1 Maucherit Ni11As8 - 2.16.17.1 Athabascait Cu5Se4 - 2.16.18.1 Penzhinit (Ag,Cu)4Au(S,Se)4 - 2.16.19.1 Palladseit Pd17Se15 - 2.16.19.2 Miassit Rh17S15 - 2.16.19.2a Prassoit Rh17S15 - 2.16.20.1 Cameronit AgCu7Te10 - 2.16.21.1 Patronit VS4 - 2.16.22.1 Vasilit (Pd,Cu)16(S,Te)7 - 2.16.23.1 Luberoit Pt5Se4 |

- II – 3 Szulfosók

| - AiAj[ByCz] (ahol z/y > 4) felépítésű szulfósók - 3.1.1 Colusitcsoport - 3.1.1.1 Colusit Cu12-13V(As,Sb,Sn,Ge)3S16 - 3.1.1.2 Germanocolusit Cu13V(Ge,As)3S16 - 3.1.1.3 Nekrasovit Cu26V2(Sn,As,Sb)6S32 - 3.1.1.4 Stibiocolusit Cu13V(Sb,As,Sn)3S16 - 3.1.2.1 Vinciennit Cu10Fe4Sn(As,Sb)S16 - 3.1.3.1 Levyclaudit Pb8Sn7Cu3(Bi,Sb)3S28 - 3.1.4.1 Cylindrit Pb3Sn4FeSb2S14 - 3.1.4.2 Franckeit (Pb,Sn)6FeSn2Sb2S14 - 3.1.4.3 Incait Pb4Sn4FeSb2S15 - 3.1.4.4 Potosiit Pb6Sn2FeSb2S14 - 3.1.5.1 Miharait PbCu4FeBiS6 - 3.1.6.1 Billingsleyit Ag7AsS6 - 3.1.7.1 Arzenpolibázit (Ag,Cu)16(As,Sb)2S11 - 3.1.7.2 Polibázit(Ag,Cu)16Sb2S11 - 3.1.8.1 Pearceit Ag16As2S11 - 3.1.8.2 Antimonpearceit (Ag,Cu)16(Sb,As)2S11 - 3.1.9.1 Petrovicit PbHgCu3BiSe5 - 3.1.9.2 Mazzettiit Ag3HgPbSbTe5 - 3.1.10.1 Benleonardit Ag8(Sb,As)Te2S3 - 3.1.11.1 Aschamalmit Pb6Bi2S9 - 3.1.12.1 Tsnigriit Ag9SbTe3(S,Se)3 - 3.1.13.1 Baksanit Bi6Te2S3 - AiAj[ByCz] (ahol z/y = 4) felépítésű szulfósók - 3.2.1.1 Enargit Cu3AsS4 - 3.2.2.1 Luzonit Cu3AsS4 - 3.2.2.2 Famatinit Cu3SbS4 - 3.2.2.3 Permingeatit Cu3SbSe4 - 3.2.3.1 Sulvanit Cu3VS4 - 3.2.3.2 Arzenosulvanit Cu3(As,V)S4 - 3.2.4.1 Stephanit Ag5SbS4 - 3.2.4.2 Selenostephanit Ag5Sb(Se,S)4 - 3.2.5 Hauchecornitcsoport - 3.2.5.1 Hauchecornit Ni9Bi(Sb,Bi)S8 - 3.2.5.2 Bizmutohauchecornit Ni9Bi2S8 - 3.2.5.3 Tellurohauchecornit Ni9BiTeS8 - 3.2.5.4 Arzenohauchecornit Ni18Bi3AsS16 - 3.2.5.5 Tucekit Ni9Sb2S8 - 3.2.6.1 Arcubisit Ag6CuBiS4 - 3.2.6.2 Fettelit Ag24HgAs5S20 - 3.2.7.1 Kalkothallit (Cu,Fe)6Tl2SbS4 - 3.2.8.1 Chameanit (Cu,Fe)4As(Se,S)4 - 3.2.9.1 Fangit Tl3AsS4 - 3.2.10.1 Angelait Cu2AgPbBiS4 - AiAj[ByCz] (ahol 3 < z/y < 4) felépítésű szulfósók - 3.3.1.1 Jordanit Pb14(As,Sb)6S23 - 3.4.5.5 Friedrichit Pb5Cu5Bi7S18 - 3.4.5.6 Pekoit PbCuBi11(S,Se)18 - 3.4.5.7 Lindstromit Pb3Cu3Bi7S15 - 3.4.6.1 Marrit PbAgAsS3 - 3.4.6.2 Freieslebenit AgPbSbS3 - 3.4.7.2 Mgriit Cu3AsSe3 - 3.4.8.1 Wittichenit Cu3BiS3 - 3.4.8.2 Skinnerit Cu3SbS3 - 3.4.8.3 Moeloit Pb6Sb6S14(S3) - 3.4.9.1 Ellisit Tl3AsS3 - 3.4.10.1 Christit TlHgAsS3 - 3.4.10.2 Laffittit AgHgAsS3 - 3.4.11.1 Routhierit TlCu(Hg,Zn)2(As,Sb)2S3 - 3.4.11.2 Stalderit TlCu(Zn,Fe,Hg)2As2S6 - 3.4.11.3 Quadratit Ag(Cd,Pb)AsS3 - 3.4.12.1 Samsonit Ag4MnSb2S6 - 3.4.13.1 Nowackiit Cu6Zn3As4S12 - 3.4.13.2 Aktashit Cu6Hg3As4S12 - 3.4.13.3 Gruzdevit Cu6Hg3Sb4S12 - 3.4.14.1 Galkhait (Cs,Tl)(Hg,Cu,Zn)6(As,Sb)4S12 - 3.4.15 Lillianitcsoport - 3.4.15.1 Lillianit Pb3Bi2S6 - 3.4.15.2 Bursait Pb5Bi4S11 - 3.4.15.3 Gustavit PbAgBi3S6 - 3.4.15.4 Andorit PbAgSb3S6 - 3.4.15.5 Uchucchacuait AgPb3MnSb5S12 - 3.4.15.6 Ramdohrit Ag3Pb6Sb11S24 - 3.4.15.7 Roshchinit Ag19Pb10Sb51S96 - 3.4.15.8 Fizelyit Pb14Ag5Sb21S48 - 3.4.16.1 Xilingolit Pb3Bi2S6 - 3.4.17.1 Kirkiit Pb10Bi3As3S19 - 3.4.18.1 Erniggliit Tl2SnAs2S6 | - AiAj[ByCz] (ahol 2.5 < z/y < 3) felépítésű szulfósók - 3.5.1.1 Neyit AgCu3Pb12.5Bi13S34 - 3.5.2.1 Boulangerit Pb5Sb4S11 - 3.5.2.2 Falkmanit Pb5Sb4S11 - 3.5.3.1 Sterryit Ag2Pb10(Sb,As)12S29 - 3.5.4.1 Diaphorit Pb2Ag3Sb3S8 - 3.5.5.1 Schirmerit Ag3Pb3Bi9S18 - 3.5.6.1 Ourayit Pb4Ag3Bi5S13 - 3.5.7.1 Madocit Pb17(Sb,As)16S41 - 3.5.8.1 Wallisit PbTl(Cu,Ag)As2S5 - 3.5.8.2 Hatchit (Pb,Tl)2AgAs2S5 - 3.5.9.1 Cosalit Pb2Bi2S5 - 3.5.9.2 Veenit Pb2(Sb,As)2S5 - 3.5.9.3 Dufrenoysit Pb2As2S5 - 3.5.10.1 Owyheeit Pb7Ag2(Sb,Bi)8S20 - 3.5.11.1 Imhofit Tl6CuAs16S40 - 3.5.11.2 Gabrielit Tl6Ag3Cu6As9S21 - 3.5.12.1 Izoklakeit Pb27(Cu,Fe)2(Sb,Bi)19S57 - 3.5.12.2 Giessenit Pb13(Cu,Ag)(Bi,Sb)9S28 - 3.5.13.1 Jaskolskiit Pb2+xCux(Sb,Bi)2-xS5, x=0.2 - 3.5.14.1 Zoubekit AgPb4Sb4S10 - 3.5.15.1 Watanabeit Cu4(As,Sb)2S5 - AiAj[ByCz] (ahol 2 < z/y < 2.49) felépítésű szulfósók - 3.6.1.1 Proudit (Pb,Cu)8Bi9-10(S,Se)22 - 3.6.2.1 Eskimoit Ag7Pb10Bi15S36 - 3.6.3.1 Treasurit Ag7Pb6Bi15S32 - 3.6.4.1 Playfairit Pb16Sb18S43 - 3.6.5.1 Cannizzarit Pb4Bi6S13 - 3.6.5.2 Wittit Pb3Bi4(S,Se)9 - 3.6.6.1 Launayit Pb22Sb26S61 - 3.6.7.1 Jamesonit Pb4FeSb6S14 - 3.6.7.2 Benavidesit Pb4(Mn,Fe)Sb6S14 - 3.6.8.1 Dadsonit Pb21Sb23S55Cl - 3.6.9.1 Parajamesonit Pb4FeSb6S14 - 3.6.10.1 Eclarit Pb9(Cu,Fe)Bi12S28 - 3.6.11.1 Vikingit Ag5Pb8Bi13S30 - 3.6.12.1 Sorbyit Pb19(Sb,As)20S49 - 3.6.13.1 Baumhauerit Pb3As4S9 - 3.6.13.2 Baumhauerit-2a Pb3As4S9 - 3.6.14.1 Sinnerit Cu6As4S9 - 3.6.15.1 Berryit Pb3(Ag,Cu)5Bi7S16 - 3.6.16.1 Robinsonit Pb4Sb6S13 - 3.6.17.1 Liveingit Pb9As13S28 - 3.6.18.1 Weibullit Pb6Bi8(S,Se)18 - 3.6.19.1 Kobellit Pb22Cu4(Bi,Sb)30S69 - 3.6.19.2 Tintinait Pb22Cu4(Sb,Bi)30S69 - 3.6.20 Fülöpitcsoport - 3.6.20.1 Fülöpit Pb3Sb8S15 - 3.6.20.2 Plagionit Pb5Sb8S17 - 3.6.20.3 Heteromorfit Pb7Sb8S19 - 3.6.20.4 Semseyit Pb9Sb8S21 - 3.6.20.5 Rayit (Ag,Tl)2Pb8Sb8S21 - 3.6.21.2 Rouxelit Cu2HgPb23Sb27S65.5 - 3.6.22.1 Emilit Cu10.7Pb10.7Bi21.3S48 - 3.6.23.1 Vurroit Pb21SnAs11Bi11S50Cl8Se | - AiAj[ByCz] (ahol z/y = 2) felépítésű szulfósók - 3.7.1.1 Matildit AgBiS2 - 3.7.1.2 Bohdanowiczit AgBiSe2 - 3.7.1.3 Volynskit AgBiTe2 - 3.7.1.4 Zlatogorit CuNiSb2 - 3.7.2.1 Trechmannit AgAsS2 - 3.7.3.1 Smithit AgAsS2 - 3.7.3.2 Miargirit AgSbS2 - 3.7.4.1 Aramayoit Ag3Sb2(Sb,Bi)S6 - 3.7.4.2 Baumstarkit Ag3(Sb,As)2SbS6 - 3.7.5.1 Kalkostibit CuSbS2 - 3.7.5.2 Emplectit CuBiS2 - 3.7.6.1 Lorandit TlAsS2 - 3.7.7.1 Weissbergit TlSbS2 - 3.7.8.1 Sartorit PbAs2S4 - 3.7.8.2 Guettardit Pb(Sb,As)2S4 - 3.7.8.3 Twinnit Pb(Sb,As)2S4 - 3.7.8.4 Marumoit Pb32As40S92 - 3.7.9.1 Galenobizmutit PbBi2S4 - 3.7.9.2 Sakharovait (Pb,Fe)(Bi,Sb)2S4 - 3.7.9.3 Berthierit FeSb2S4 - 3.7.9.4 Garavellit FeSbBiS4 - 3.7.9.5 Clerit MnSb2S4 - 3.7.10.1 Simonit TlHgAs3S6 - 3.7.10.2 Edenharterit TlPbAs3S6 - 3.7.10.3 Jentschit TlPbAs2SbS6 - 3.7.10.4 Sicherit TlAg2(As,Sb)3S6 - 3.7.11.1 Livingstonit HgSb4S8 - 3.7.11.2 Grumiplucit HgBi2S4 - 3.7.12.1 Rathit Pb8Pb4-x(Tl2As2)x(Ag2As2)As16S40 - 3.7.13.1 Nordstromit Pb3CuBi7(S10Se4) - 3.7.14.1 Junoit Pb3Cu2Bi8(S,Se)16 - 3.7.14.2 Felbertalit Cu2Pb6Bi8S19 - 3.7.15.1 Vrbait Tl4Hg3Sb2As8S20 - 3.7.16.1 Rohait TlCu5SbS2 - 3.7.17.1 Dervillit Ag2AsS2 - 3.7.18.1 Watkinsonit PbCu2Bi4(Se,S)8 - 3.7.19.1 Schapbachit AgBiS2 - AiAj[ByCz] (ahol 1 < z/y <2) felépítésű szulfósók - 3.8.1.1 Zinkenit Pb9Sb22S42 - 3.8.1.2 Pillait Pb9Sb10S23ClO0.5 - 3.8.1.3 Pellouxit (Cu,Ag)Pb10Sb12S27(Cl,S)0.6O - 3.8.2 Kuprobizmutit sor - 3.8.2.1 Kuprobizmutit Cu10Bi12S23 - 3.8.2.2 Kupcikit Cu3.4Fe0.6Bi5S10 - 3.8.3.1 Tvalchrelidzeit Hg12(Sb,As)8S15 - 3.8.4.1 Hodrushit Cu8Bi12S22 - 3.8.4.2 Paderait AgPb2Cu6Bi11S22 - 3.8.6.1 Hutchinsonit (Pb,Tl)2As5S9 - 3.8.7.1 Pierrotit Tl2Sb6As4S16 - 3.8.8.1 Gerstleyit Na2(Sb,As)8S13·2(H2O) - 3.8.9.1 Gillulyit Tl2(As,Sb)8S13 - 3.8.10 Pavonitcsoport - 3.8.10.1 Pavonit (Ag,Cu)(Bi,Pb)3S5 - 3.8.10.2 Makovickyit Ag1.5Bi5.5S9 - 3.8.10.3 Benjaminit (Ag,Cu)3(Bi,Pb)7S12 - 3.8.10.4 Mummeit Ag3CuPbBi6S13 - 3.8.10.5 Borodaevit Ag5(Bi,Sb)9S16 - 3.8.10.6 Kupropavonit AgPbCu2Bi5S10 - 3.8.10.7 Kupromakovickyit Cu4AgPb2Bi9S18 - 3.8.10.8 Kudriavit (Cd,Pb)Bi2S4 - 3.8.11.1 Ustarasit Pb(Bi,Sb)6S10 - 3.8.12.1 Chabourneit (Tl,Pb)21(Sb,As)91S147 - 3.8.13.1 Rebulit Tl5Sb5As8S22 - 3.8.13.2 Jankovicit Tl5Sb9(As,Sb)4S22 - 3.8.14.1 Parapierrotit Tl(Sb,As)5S8 - 3.8.14.2 Bernardit Tl(As,Sb)5S8 - 3.8.15.1 Vaughanit TlHgSb4S7 - 3.8.16.1 Scainiit Pb14Sb30S54O5 - 3.8.17.1 Paarit Cu1.7Pb1.7Bi6.3S12 - AiAj[ByCz] (ahol z/y = 1) felépítésű szulfósók - 3.9.1.1 Criddleit TlAg2Au3Sb10S10 - 3.9.2.1 Kuboargirit AgSbS |

### A Strunz-féle rendszer
A Strunz-féle ásványrendszertan a szulfidok és szulfosók osztályában hat alosztály különböztet meg, ezeken belül pedig sorokat illetve csoportokat:
| - II/A: Cu, Ag, Au és Ni ötvözet és ötvözetszerű vegyületei - II/A.01 Algodonit - Cuprostibit sor - II/A.01-10 Algodonit Cu6As - II/A.01-20 Domeykit Cu3As - II/A.01-30 Horsfordit Cu5Sb - II/A.01-40 Kutinait Cu14Ag6As7 - II/A.01-50 Koutekit Cu5As2 - II/A.01-60 Novakit (Cu,Ag)21As10 - II/A.01-70 Cuprostibit Cu2(Sb,Tl) - II/A.02 Allargentum - Diszkrazit sor - II/A.02-10 Allargentum Ag1-xSbx(x=0.009-0.16) - II/A.02-20 Diszkrazit Ag3Sb - II/A.03 Bezsmertnovit - Maldonit sor - II/A.03-10 Bezsmertnovit Au4Cu(Te,Pb) - II/A.03-30 Bilibinskit Au3Cu2PbTe2 - II/A.03-40 Maldonit Au2Bi - II/A.04 Dienerit - Maucherit sor - II/A.04-10 Dienerit Ni3As - II/A.04-20 Orcelit Ni5-xAs2 (x=0.23) - II/A.04-30 Maucherit Ni11As8 - II/A.05 Atheneit - Genkinit sor - II/A.05-10 Atheneit (Pd,Hg)3As - II/A.05-20 Vincentit (Pd,Pt)3(As,Sb,Te) - II/A.05-30 Stillwaterit Pd8As3 - II/A.05-40 Arzenopalladinit Pd8(As,Sb)3 - II/A.05-50 Izomertieit Pd11Sb2As2 - II/A.05-60 Mertieit-I Pd11(Sb,As)4 - II/A.05-70 Mertieit-II Pd8(Sb,As)3 - II/A.05-80 Stibiopalladinit Pd5Sb2 - II/A.05-90 Palladoarzenid Pd2As - II/A.05-100 Palladobizmutarzenid Pd2(As,Bi) - II/A.05-102 Palladodimit (Pd,Rh)2As - II/A.05-105 Rhodarzenide (Rh,Pd)2As - II/A.05-110 Majakit PdNiAs - II/A.05-112 Menshikovit Pd3Ni2As3 - II/A.05-115 Polkanovit Rh12As7 - II/A.05-120 Genkinit (Pt,Pd)4Sb3 - II/A.06 Vasilit - Luberoit sor - II/A.06-05 Vasilit (Pd,Cu)16(S,Te)7 - II/A.06-10 Oosterboschit (Pd,Cu)7Se3 - II/A.06-20 Luberoit Pt5Se4 - II/A.06-25 Jagueit Cu2Pd3Se4 - II/A.06-30 Chrisstanleyit Ag2Pd3Se4 - II/A.06-40 Tischendorfit Pd8Hg3Se9 - II/A.07 Telargpalit - Borovskit sor - II/A.07-10 Telargpalit (Pd,Ag)3Te - II/A.07-20 Keithconnit Pd3-xTe(x=0.14-0.43) - II/A.07-30 Telluropalladinite Pd9Te4 - II/A.07-35 Oulankait (Pd,Pt)5(Cu,Fe)4SnTe2S2 - II/A.07-40 Sopcheit Ag4Pd3Te4 - II/A.07-50 Temagamit Pd3HgTe3 - II/A.07-60 Borovskit Pd3SbTe4 | - II/B Fémes szulfidok (S, Se, Te > 1:1) - II/B.01 Kalkocit- Yarrowit sor - II/B.01-10 Kalkocit Cu2S - II/B.01-20 Djurleit Cu31S16 - II/B.01-30 Digenit Cu9S5 - II/B.01-40 Roxbyit Cu1.78S - II/B.01-50 Anilit Cu7S4 - II/B.01-60 Geerit Cu8S5 - II/B.01-70 Spionkopit Cu1.4S - II/B.01-80 Yarrowit Cu9S8 - II/B.02 Betechtinit - Bornit sor - II/B.02-10 Betekhtinit Cu10(Fe,Pb)S6 - II/B.02-20 Gortdrumit (Cu,Fe)6Hg2S5 - II/B.02-30 Bornit Cu5FeS4 - II/B.03 Bertzeliannit - Athabascait sor - II/B.03-10 Berzelianit Cu2Se - II/B.03-20 Bellidoit Cu2Se - II/B.03-30 Crookesit Cu7(Tl,Ag)Se4 - II/B.03-40 Sabatierit Cu4TlSe3 - II/B.03-50 Umangit Cu3Se2 - II/B.03-60 Athabascait Cu5Se4 - II/B.04 Weissit - Richardit sor' - II/B.04-10 Weissit Cu1.9Te - II/B.04-20 Rickardit Cu7Te5 - II/B.05 Akantit- Emprezit sor - II/B.05-02 Argentit Ag2S - II/B.05-10 Akantit Ag2S - II/B.05-30 Naumannit Ag2Se - II/B.05-35 Kurilit (Ag,Au)2(Te,Se,S) - II/B.05-40 Hessit Ag2Te - II/B.05-50 Aguilarit Ag4SeS - II/B.05-60 Cervelleit Ag4TeS - II/B.05-70 Benleonardit Ag8(Sb,As)Te2S3 - II/B.05-75 Tsnigriit Ag9SbTe3(S,Se)3 - II/B.05-80 Stutzit Ag5-xTe3(x=0.24-0.36) - II/B.05-90 Emprezit AgTe - II/B.06 Jalpait - Imiterit sor - II/B.06-10 Jalpait Ag3CuS2 - II/B.06-20 Mckinstryit (Ag,Cu)2S - II/B.06-30 Stromeyerit AgCuS - II/B.06-40 Eucairit CuAgSe - II/B.06-50 Henryit Cu4Ag3Te4 - II/B.06-55 Brodtkorbit Cu2HgSe2 - II/B.06-60 Imiterit Ag2HgS2 - II/B.07 Petrovskait - Muthmannit sor - II/B.07-10 Petrovskait AuAg(S,Se) - II/B.07-20 Uytenbogaardtit Ag3AuS2 - II/B.07-30 Criddleit TlAg2Au3Sb10S10 - II/B.07-40 Penzhinit (Ag,Cu)4Au(S,Se)4 - II/B.07-50 Fischesserit Ag3AuSe2 - II/B.07-60 Petzit Ag3AuTe2 - II/B.07-70 Muthmannit AgAuTe2 - II/B.08 Argirodit - Canfieldit sor - II/B.08-05 Putzit (Cu4.7Ag3.3)GeS6 - II/B.08-10 Argirodit Ag8GeS6 - II/B.08-20 Canfieldit Ag8SnS6 - II/B.09 Danielsit - Furotobeit sor - II/B.09-10 Danielsit (Cu,Ag)14HgS8 - II/B.09-20 Balkanit Cu9Ag5HgS8 - II/B.09-30 Bayankhanit Cu6HgS4 - II/B.09-40 Furutobeit (Cu,Ag)6PbS4 - II/B.09-50 Schlemait (Cu,[ ])6(Pb,Bi)Se4 - II/B.10 Petrovisit-sor - II/B.10-10 Petrovicit PbHgCu3BiSe5 - II/B.10-20 Mazzettiit Ag3HgPbSbTe5 - II/B.11 Karlinit-sor - II/B.11-10 Karlinit Tl2S - II/B.12 Rhodplumsit - Oregonit sor - II/B.12-10 Rhodplumsit Pb2Rh3S2 - II/B.12-20 Shandit Pb2Ni3S2 - II/B.12-25 Laflammeit Pd3Pb2S2 - II/B.12-30 Parkerit Ni3(Bi,Pb)2S2 - II/B.12-40 Heazlewoodit Ni3S2 - II/B.12-50 Oregonit Ni2FeAs2 - II/B.13 Vozhminit-sor - II/B.13-10 Vozhminit (Ni,Co)4(As,Sb)S2 - II/B.14 Donharrisit-sor - II/B.14-10 Donharrisit Ni8Hg3S9 - II/B.15 Hauchecornit-csoport - II/B.15-10 Tucekit Ni9Sb2S8 - II/B.15-20 Hauchecornit Ni9Bi(Sb,Bi)S8 - II/B.15-30 Arzenohauchecornit Ni18Bi3AsS16 - II/B.15-40 Tellurohauchecornit Ni9BiTeS8 - II/B.15-50 Bismutohauchecornit Ni9Bi2S8 - II/B.16 Pentlanditcsoport - II/B.16-10 Pentlandit (Fe,Ni)9S8 - II/B.16-20 Kobaltpentlandit Co9S8 - II/B.16-30 Argentopentlandit Ag(Fe,Ni)8S8 - II/B.16-40 Geffroyit (Ag,Cu,Fe)9(Se,S)8 - II/B.16-50 Mangán-shadlunit (Mn,Pb)(Cu,Fe)8S8 - II/B.16-60 Shadlunit (Pb,Cd)(Fe,Cu)8S8 - II/B.16-70 Palladseit Pd17Se15 - II/B.16-80 Miassit Rh17S15 - II/B.16-80* Prassoit Rh17S15 - II/B.17 Mackinawit - Karaelakhit sor - II/B.17-10 Mackinawit (Fe,Ni)S0.9 - II/B.17-20 Godlevskit (Ni,Fe)9S8 - II/B.17-30 Kharaelakhit (Pt,Cu,Pb,Fe,Ni)9S8 | - II/C Fémes szulfidok (S, Se, Te = 1:1) - II/C.01 Szfaleritcsoport - II/C.01-10 Szfalerit(Zn,Fe)S - II/C.01-20 Hawleyit CdS - II/C.01-30 Metacinnabarit HgS - II/C.01-40 Stilleit ZnSe - II/C.01-50 Tiemannit HgSe - II/C.01-60 Coloradoit HgTe - II/C.01-70 Polhemusit (Zn,Hg)S - II/C.02 Szfaleritcsoport - II/C.02-10 Lautit CuAsS - II/C.02-60 Dukeit Bi24Cr8O57(OH)6(H2O)3 - II/C.03 Kalkopiritcsoport - II/C.03-10 Kalkopirit CuFeS2 - II/C.03-20 Eskebornit CuFeSe2 - II/C.03-25 Lenait AgFeS2 - II/C.03-30 Gallit CuGaS2 - II/C.03-40 Roquesit CuInS2 - II/C.03-50 Laforetit AgInS2 - II/C.04 Kalkopiritcsoport, Mooihoekit - Orickit sor - II/C.04-10 Mooihoekit Cu9Fe9S16 - II/C.04-20 Haycockit Cu4Fe5S8 - II/C.04-30 Putoranit Cu1.1Fe1.2S2 - II/C.04-35 Izokalkopirit Cu8Fe9S16 - II/C.04-40 Talnakhit Cu9(Fe,Ni)8S16 - II/C.04-50 Izocubanit CuFe2S3 - II/C.04-60 Orickit CuFeS2·(H2O) - II/C.05 Kalkopiritcsoport, Raguinit - Picotpaulit sor - II/C.05-10 Raguinit TlFeS2 - II/C.05-20 Picotpaulit TlFe2S3 - II/C.06 Stannitcsoport - II/C.06-10 Luzonit Cu3AsS4 - II/C.06-20 Famatinit Cu3SbS4 - II/C.06-30 Permingeatit Cu3SbSe4 - II/C.06-40 Briartit Cu2(Zn,Fe)GeS4 - II/C.06-45 Barquillit Cu2CdGeS4 - II/C.06-50 Kuramit Cu3SnS4 - II/C.06-60 Stannit Cu2FeSnS4 - II/C.06-70 Ferrokesterit Cu2(Fe,Zn)SnS4 - II/C.06-80 Kesterit Cu2(Zn,Fe)SnS4 - II/C.06-90 Cernyit Cu2CdSnS4 - II/C.06-100 Velikit Cu2HgSnS4 - II/C.06-110 Hocartit Ag2FeSnS4 - II/C.06-120 Pirquitasit Ag2ZnSnS4 - II/C.06-130 Sakuraiit (Cu,Zn,Fe,In,Sn)4S4 - II/C.06-140 Petrukit (Cu,Fe,Zn)2(Sn,In)S4 - II/C.06-150 Rhodostannit Cu2FeSn3S8 - II/C.06-160 Toyohait Ag2FeSn3S8 - II/C.07 Stannitcsoport, Stannoidit - Vinciennit sor - II/C.07-10 Stannoidit Cu8Fe3Sn2S12 - II/C.07-20 Volfsonit Cu10CuFeFe2Sn3S16 - II/C.08 Stannitcsoport, Chatkalit - Mawsonit sor - II/C.08-10 Chatkalit Cu6FeSn2S8 - II/C.08-20 Mawsonit Cu6Fe2SnS8 - II/C.09 Stannitcsoport, Hemusit - Kiddcreekit sor - II/C.09-10 Hemusit Cu6SnMoS8 - II/C.09-20 Kiddcreekit Cu6SnWS8 - II/C.10 Stannitcsoport, Germanit-sor - II/C.10-10 Renierit (Cu,Zn)11(Ge,As)2Fe4S16 - II/C.10-15 Vinciennit Cu10Fe4Sn(As,Sb)S16 - II/C.10-20 Germanit Cu26Fe4Ge4S32 - II/C.10-30 Nekrasovit Cu26V2(Sn,As,Sb)6S32 - II/C.10-40 Colusit Cu12-13V(As,Sb,Sn,Ge)3S16 - II/C.10-45 Stibiocolusit Cu13V(Sb,As,Sn)3S16 - II/C.10-47 Germanocolusit Cu13V(Ge,As)3S16 - II/C.10-50* Maikainite Cu20(Fe,Cu)6Mo2Ge6S32 - II/C.10-50 Arzenosulvanit Cu3(As,V)S4 - II/C.10-55 Ovamboit Cu20(Fe,Cu,Zn)6W2Ge6S32 - II/C.10-60 Sulvanit Cu3VS4 - II/C.10-70 Polkovicit (Fe,Pb)3(Ge,Fe)1-xS4 - II/C.10-80 Morozeviczit (Pb,Fe)3Ge1-xS4 - II/C.11 Tetraedritcsoport - II/C.11-10 Tennantit (Cu,Fe)12As4S13 - II/C.11-20 Argentotennantit (Ag,Cu)10(Zn,Fe)2(As,Sb)4S13 - II/C.11-30 Giraudit (Cu,Zn,Ag)12(As,Sb)4(Se,S)13 - II/C.11-40 Tetraedrit (Cu,Fe)12Sb4S13 - II/C.11-50 Freibergit (Ag,Cu,Fe)12(Sb,As)4S13 - II/C.11-60 Goldfieldit Cu12(Te,Sb,As)4S13 - II/C.11-70 Hakit (Cu,Hg)3(Sb,As)(Se,S)3 - II/C.11-75 Mgriit Cu3AsSe3 - II/C.11-80 Chameanit (Cu,Fe)4As(Se,S)4 - II/C.12 Tetraedritcsoport, Watanabeit - Gruzdevit sor - II/C.12-05 Watanabeit Cu4(As,Sb)2S5 - II/C.12-10 Sinnerit Cu6As4S9 - II/C.12-20 Nowackiit Cu6Zn3As4S12 - II/C.12-30 Aktashit Cu6Hg3As4S12 - II/C.12-40 Gruzdevit Cu6Hg3Sb4S12 - II/C.13 Wurtzit-sor - II/C.13-10 Wurtzit (Zn,Fe)S - II/C.13-20 Matrait ZnS - II/C.13-30 Greenockit CdS - II/C.13-40 Kadmoselit CdSe - II/C.13-50 Rambergit MnS - II/C.14 Kubanit-sor - II/C.14-10 Enargit Cu3AsS4 - II/C.14-15 Stibioenargit Cu3(Sb,As)S4 - II/C.14-20 Kubanit CuFe2S3 - II/C.14-30 Sternbergit AgFe2S3 - II/C.14-40 Argentopirit AgFe2S3 - II/C.15 Galenitcsoport - II/C.15-05 Keilit (Fe,Mg)S - II/C.15-10 Niningerit (Mg,Fe,Mn)S - II/C.15-20 Oldhamit (Ca,Mg,Fe)S - II/C.15-30 Alabandit MnS - II/C.15-40 Galenit PbS - II/C.15-50 Clausthalit PbSe - II/C.15-60 Altait PbTe - II/C.15-70 Crerarit (Pt,Pb)Bi3(S,Se)4-x (x~0.7) - II/C.16 Miargirit - Volinskit sor - II/C.16-05 Kuboargyrit AgSbS - II/C.16-10 Miargirit AgSbS2 - II/C.16-15 Baumstarkit Ag3(Sb,As)2SbS6 - II/C.16-20 Aramayoit Ag3Sb2(Sb,Bi)S6 - II/C.16-30 Matildit AgBiS2 - II/C.16-35 Schapbachit AgBiS2 - II/C.16-40 Bohdanowiczit AgBiSe2 - II/C.16-50 Volinskit AgBiTe2 - II/C.17 Hertzenbergit - Kylindrit-sor - II/C.17-10 Herzenbergit SnS - II/C.17-20 Stistait SnSb - II/C.17-30 Mohit Cu2SnS3 - II/C.17-40 Teallit PbSnS2 - II/C.17-45 Suredait PbSnS3 - II/C.17-50 Potosiit Pb6Sn2FeSb2S14 - II/C.17-55 Levyclaudit Pb8Sn7Cu3(Bi,Sb)3S28 - II/C.17-60 Inkait Pb4Sn4FeSb2S15 - II/C.17-70 Franckeit (Pb,Sn)6FeSn2Sb2S14 - II/C.17-80 Kylindrit Pb3Sn4FeSb2S14 - II/C.18 Cinnabarit - Hipercinnabarit-sor - II/C.18-10 Cinnabarit HgS - II/C.18-20 Hipercinnabarit HgS - II/C.19 Troilit - Pirrhotin - Haideit sor - II/C.19-10 Troilit FeS - II/C.19-20 Pirrhotin Fe(1-x)S (x=0-0.17) - II/C.19-25 Jaipurit CoS - II/C.19-30 Westerveldit (Fe,Ni,Co)As - II/C.19-40 Modderit (Co,Fe)As - II/C.19-50 Smythit (Fe,Ni)9S11 vagy (Fe,Ni)13S16 - II/C.19-60 Achavalit FeSe - II/C.19-70 Heideit (Fe,Cr)1+x(Ti,Fe)2S4 - II/C.20 Nikkelincsoport, Polarit - Cherepanovit sor - II/C.20-05 Sorosit Cu(Sn,Sb) - II/C.20-10 Langisit (Co,Ni)As - II/C.20-20 Nikkelin NiAs - II/C.20-30 Breithauptit NiSb - II/C.20-40 Freboldit CoSe - II/C.20-50 Sederholmit NiSe - II/C.20-70 Hexatestibiopanickelit (Ni,Pd)(Te,Sb) - II/C.20-75 Yuanjiangit AuSn - II/C.20-80 Kotulskit Pd(Te,Bi) - II/C.20-90 Sudburyit (Pd,Ni)Sb - II/C.20-95 Stumpflit Pt(Sb,Bi) - II/C.20-100 Polarit Pd(Bi,Pb) - II/C.20-110 Sobolevskit PdBi - II/C.20-120 Ruténarzenit (Ru,Ni)As - II/C.20-130 Cherepanovit RhAs - II/C.21 Millerit-sor - II/C.21-10 Lapieit CuNiSbS3 - II/C.21-20 Muckeit CuNiBiS3 - II/C.21-25 Zlatogorit CuNiSb2 - II/C.21-30 Millerit NiS - II/C.21-40 Makinenit NiSe - II/C.22 Kovellin-sor - II/C.22-10 Kovellin CuS - II/C.22-20 Klockmannite CuSe - II/C.22-30 Idait Cu5FeS6 - II/C.22-40 Nukundamit (Cu,Fe)4S4 - II/C.23 Yushkinit - Vialsovit sor - II/C.23-10 Yushkinit V1-xS·n(Mg,Al)(OH)2 - II/C.23-20 Valleriit 4(Fe,Cu)S·3(Mg,Al)(OH)2 - II/C.23-30 Haapalait 2(Fe,Ni)S·1.6(Mg,Fe)(OH)2 - II/C.23-40 Tochilinit 6Fe0.9S·5(Mg,Fe)(OH)2 - II/C.23-50 Vialsovit FeS·Ca(OH)2·Al(OH)3 - II/C.24 Vulkanit-sor - II/C.24-10 Vulkanit CuTe - II/C.25 Visotskit - Cooperite sor - II/C.25-10 Visotskit (Pd,Ni)S - II/C.25-20 Braggit (Pt,Pd,Ni)S - II/C.25-30 Cooperit (Pt,Pd,Ni)S |

| - II/C Fémes szulfidok (S, Se, Te < 1:1) - II/D.01 Linneitcsoport - II/D.01-10 Greigit FeFe2S4 - II/D.01-20 Linnaeit CoCo2S4 - II/D.01-30 Polidimit NiNi2S4 - II/D.01-40 Carrollit Cu(Co,Ni)2S4 - II/D.01-50 Fletcherit Cu(Ni,Co)2S4 - II/D.01-60 Florensovit Cu(Cr1.5Sb0.5)S4 - II/D.01-70 Violarit FeNi2S4 - II/D.01-80 Siegenit (Ni,Co)3S4 - II/D.01-90 Indit FeIn2S4 - II/D.01-95 Kadmoindit CdIn2S4 - II/D.01-100 Daubreelit FeCr2S4 - II/D.01-110 Kalininit ZnCr2S4 - II/D.01-120 Bornhardtit CoCo2Se4 - II/D.01-130 Trustedtit Ni3Se4 - II/D.01-140 Tirrellit (Cu,Co,Ni)3Se4 - II/D.02 Dayingit - Xingzhongite sor - II/D.02-10 Dayingit CuCoPtS4 - II/D.02-20 Kuprorhodsit CuRh2S4 - II/D.02-30 Kuproiridsit CuIr2S4 - II/D.02-40 Malanit Cu(Pt,Ir)2S4 - II/D.02-45 Ferrorhodsit (Fe,Cu)(Rh,Ir,Pt)2S4 - II/D.02-50 Xingzhongit (Pb,Cu,Fe)(Ir,Pt,Rh)2S4 - II/D.03 Inaglyit-sor - II/D.03-10 Inaglyit PbCu3(Ir,Pt)8S16 - II/D.03-20 Konderit PbCu3(Rh,Pt,Ir)8S16 - II/D.05 Bretzinait-sor - II/D.05-10 Brezinait Cr3S4 - II/D.05-20 Wilkmanit Ni3Se4 - II/D.06 Kashinit-sor - II/D.06-10 Kashinit (Ir,Rh)2S3 - II/D.06-20 Bowieit (Rh,Ir,Pt)1.77S3 - II/D.06-30 Daomanit CuPtAsS2 - II/D.07 Paxit-sor - II/D.07-10 Paxit CuAs2 - II/D.07-20 Edgarit FeNb3S6 - II/D.08 Stibnit - Bizmutinit sor - II/D.08-10 Paakkonenit Sb2AsS2 - II/D.08-20 Stibnit Sb2S3 - II/D.08-25 Antimonszelit Sb2Se3 - II/D.08-30 Metastibnit Sb2S3 - II/D.08-40 Bizmutinit Bi2S3 - II/D.08-50 Guanajuatit Bi2Se3 - II/D.08-60 Ottemannit Sn2S3 - II/D.09 Tetradimitcsoport, Tellúrantimon - Kawazulit sor - II/D.09-10 Tellúrantimon Sb2Te3 - II/D.09-20 Tellúrbizmutit Bi2Te3 - II/D.09-30 Paraguanajuatit Bi2(Se,S)3 - II/D.09-50 Skippenit Bi2Se2(Te,S) - II/D.09-60 Tetradimit Bi2Te2S - II/D.09-70 Kawazulit Bi2(Te,Se,S)3 - II/D.10 Tetradimitcsoport, Nevskit - Tsumoit sor - II/D.10-10 Nevskit Bi(Se,S) - II/D.10-30 Ingodit Bi(S,Te) - II/D.10-35 Sztrokayit Bi3TeS2 - II/D.10-40 Sulphotsumoit Bi3Te2S - II/D.10-50 Tsumoit BiTe - II/D.10-60 Protojoseit Bi4TeS2 - II/D.10-55 Telluronevskit Bi3TeSe2 - II/D.10-70 Baksanit Bi6Te2S3 - II/D.11 Tetradimitcsoport, Ikunolit - Joseit-B sor - II/D.11-10 Ikunolit Bi4(S,Se)3 - II/D.11-20 Laitakarit Bi4(Se,S)3 - II/D.11-30 Joseit Bi4(S,Te)3 - II/D.11-35 Joseit-B Bi4(S,Te)3 - II/D.11-40 Pilsenit Bi4Te3 - II/D.12 Tetradimitcsoport, Poubait - Rucklidgeit sor - II/D.12-10 Kochkarit PbBi4Te7 - II/D.12-20 Aleksit PbBi2Te2S2 - II/D.12-30 Poubait PbBi2Se2(Te,S)2 - II/D.12-40 Platynit (Bi,Pb)3(Se,S)4 - II/D.12-50 Rucklidgeit (Bi,Pb)3Te4 - II/D.12-55 Saddlebackit Pb2Bi2Te2S3 - II/D.12-60 Babkinit Pb2Bi2(S,Se)3 - II/D.13 Tetradimitcsoport, Kochkarit - Hedleyit sor - II/D.13-10 Hedleyit Bi7Te3 - II/D.14 Cameronit-sor - II/D.14-10 Cameronit AgCu7Te10 - II/D.14-20 Tarkianit (Cu,Fe)(Re,Mo)4S8 - II/D.15 Montbrayit - Buckhornit sor - II/D.15-10 Montbrayit (Au,Sb)2Te3 - II/D.15-20 Nagyágit AuPb(Sb,Bi)Te2-3S6 - II/D.15-30 Buckhornit AuPb2BiTe2S3 - II/D.16 Kostovit - Kalaverit sor - II/D.16-10 Kostovit CuAuTe4 - II/D.16-20 Sylvanit (Au,Ag)2Te4 - II/D.16-30 Krennerit AuTe2 - II/D.16-40 Kalaverit AuTe2 - II/D.17 Piritcsoport, Fukuchilit - Micherenit sor - II/D.17-10 Fukuchilite Cu3FeS8 - II/D.17-20 Villamaninit (Cu,Ni,Co,Fe)S2 - II/D.17-30 Pirit FeS2 - II/D.17-40 Cattierit CoS2 - II/D.17-50 Vaesit NiS2 - II/D.17-60 Hauerit MnS2 - II/D.17-65 Dzharkenit FeSe2 - II/D.17-70 Krutait CuSe2 - II/D.17-80 Trogtalit CoSe2 - II/D.17-90 Penroseit (Ni,Co,Cu)Se2 - II/D.17-100 Laurit RuS2 - II/D.17-110 Erlichmanit OsS2 - II/D.17-120 Sperrylit PtAs2 - II/D.17-130 Aurostibit AuSb2 - II/D.17-140 Geversit Pt(Sb,Bi)2 - II/D.17-150 Insizwait Pt(Bi,Sb)2 - II/D.17-153 Changchengit IrBiS - II/D.17-155 Mayingit IrBiTe - II/D.17-160 Maslovit PtBiTe - II/D.17-170 Testibiopalladit PdTe(Sb,Te) - II/D.17-175 Padmait PdBiSe - II/D.17-180 Michenerit (Pd,Pt)BiTe - II/D.18 Kobaltitcsoport, Kobaltit - Ullmannit - Tolovkit sor - II/D.18-10 Kobaltit CoAsS - II/D.18-20 Gersdorffit NiAsS - II/D.18-25 Jolliffeit (Ni,Co)AsSe - II/D.18-30 Willyamit (Co,Ni)SbS - II/D.18-40 Ullmannit NiSbS - II/D.18-50 Hollingworthit (Rh,Pt,Pd)AsS - II/D.18-60 Irarsit (Ir,Ru,Rh,Pt)AsS - II/D.18-70 Platarsit (Pt,Rh,Ru)AsS - II/D.18-80 Tolovkit IrSbS - II/D.19 Kobaltitcsoport, Krutovit-sor - II/D.19-10 Krutovit NiAs2 - II/D.20 Markazit - Iridarzenit sor - II/D.20-10 Markazit FeS2 - II/D.20-20 Ferroszelit FeSe2 - II/D.20-30 Hastit CoSe2 - II/D.20-40 Kullerudit NiSe2 - II/D.20-50 Frohbergit FeTe2 - II/D.20-60 Mattagamit CoTe2 - II/D.20-70 Anduoit (Ru,Os)As2 - II/D.20-80 Omeiit (Os,Ru)As2 - II/D.20-90 Iridarzenit (Ir,Ru)As2 - II/D.21 Borishanskiit -Urvantsevit sor - II/D.21-05 Borishanskiit Pd1+x(As,Pb)2 (x = 0-0.2) - II/D.21-10 Froodit PdBi2 - II/D.21-20 Urvantsevit Pd(Bi,Pb)2 - II/D.22 Arzenopirit-sor - II/D.22-10 Arzenopirit FeAsS - II/D.22-20 Glaukodot (Co,Fe)AsS - II/D.22-30 Gudmundit FeSbS - II/D.22-40 Ruarsit RuAsS - II/D.22-50 Osarsit (Os,Ru)AsS - II/D.22-60 Alloklázit (Co,Fe)AsS - II/D.23 Löllingit - Kostibit sor - II/D.23-10 Lollingit FeAs2 - II/D.23-20 Safflorit (Co,Fe)As2 - II/D.23-30 Rammelsbergit NiAs2 - II/D.23-40 Seinajokit (Fe,Ni)(Sb,As)2 - II/D.23-50 Nisbit NiSb2 - II/D.23-60 Kostibit CoSbS - II/D.23-70 Oenit CoSbAs - II/D.24 Klinosafflorite - Parakostibit sor - II/D.24-10 Klinosafflorite (Co,Fe,Ni)As2 - II/D.24-20 Pararammelsbergite NiAs2 - II/D.24-30 Parakostibit CoSbS - II/D.25 Molibdenit-sor - II/D.25-10 Molibdenit MoS2 - II/D.25-20 Jordisit MoS2 - II/D.25-30 Driszdallit Mo(Se,S)2 - II/D.25-40 Tungsztenit WS2 - II/D.26 Molibdenit-sor - II/D.26-01 Dzhezkazganit (Pb,Cu,Rh)S2 (?) - II/D.27 Bambolait-sor - II/D.27-10 Bambollait Cu(Se,Te)2 - II/D.28 Melonitcsoport, Berntdtit - Moncheit sor - II/D.28-10 Berndtit SnS2 - II/D.28-20 Kitkait NiTeSe - II/D.28-30 Melonit NiTe2 - II/D.28-35 Sudovikovit PtSe2 - II/D.28-40 Merenskyit (Pd,Pt)(Te,Bi)2 - II/D.28-45 Shuangfengit IrTe2 - II/D.28-50 Moncheit (Pt,Pd)(Te,Bi)2 - II/D.28-60 Verbeekit PdSe2 - II/D.29 Skutterudit - Iridisit sor - II/D.29-10 Skutterudit (Co,Ni)As3-x - II/D.29-20 Nikkel-skutterudit (Ni,Co)As3-x - II/D.29-25 Kieftit CoSb3 - II/D.29-30 Iridisit (Ir,Cu,Rh,Ni,Pt)S2 - II/D.29-40 Gaotaiit Ir3Te8 | - II/E Szulfósók - II/E.01 Berthierit - Garavellit sor - II/E.01-05 Clerit MnSb2S4 - II/E.01-10 Berthierit FeSb2S4 - II/E.01-20 Garavellit FeSbBiS4 - II/E.02 Larosit-sor - II/E.02-10 Larosit (Cu,Ag)21(Pb,Bi)2S13 - II/E.03 Skinnerit - Wittichenit sor - II/E.03-10 Skinnerit Cu3SbS3 - II/E.03-20 Wittichenit Cu3BiS3 - II/E.04 Kalkostibit - Hodrushit sor - II/E.04-10 Kalkostibit CuSbS2 - II/E.04-20 Emplektit CuBiS2 - II/E.04-25 Kupcikite Cu3.4Fe0.6Bi5S10 - II/E.04-30 Cuprobizmutit Cu10Bi12S23 - II/E.04-40 Hodrushit Cu8Bi12S22 - II/E.05 Billingsleyit - Polibázit sor - II/E.05-10 Billingsleyit Ag7AsS6 - II/E.05-20 Pearceit Ag16As2S11 - II/E.05-30 Antimonpearceit (Ag,Cu)16(Sb,As)2S11 - II/E.05-40 Arzenopolibázit (Ag,Cu)16(As,Sb)2S11 - II/E.05-50 Polibázit (Ag,Cu)16Sb2S11 - II/E.06 Stefanit - Arcusbisit sor - II/E.06-10 Stephanit Ag5SbS4 - II/E.06-20 Selenostephanit Ag5Sb(Se,S)4 - II/E.06-30 Arcubisit Ag6CuBiS4 - II/E.06-40 Fettelit Ag24HgAs5S20 - II/E.07 Proustit - Samsonit sor - II/E.07-10 Proustit Ag3AsS3 - II/E.07-20 Pirargirit Ag3SbS3 - II/E.07-30 Xanthoconit Ag3AsS3 - II/E.07-40 Pirostilpnit Ag3SbS3 - II/E.07-50 Samsonit Ag4MnSb2S6 - II/E.07-60 Quadratit Ag(Cd,Pb)AsS3 - II/E.08 Treshmannit - Dervillit sor - II/E.08-10 Trechmannit AgAsS2 - II/E.08-20 Smithit AgAsS2 - II/E.08-30 Dervillit Ag2AsS2 - II/E.09 Benjaminit - Kitaibelit sor - II/E.09-05 Borodaevit Ag5(Bi,Sb)9S16 - II/E.09-10 Benjaminit (Ag,Cu)3(Bi,Pb)7S12 - II/E.09-20 Mummeit Ag3CuPbBi6S13 - II/E.09-30 Pavonit (Ag,Cu)(Bi,Pb)3S5 - II/E.09-40 Cupropavonit AgPbCu2Bi5S10 - II/E.09-50 Kitaibelit Ag10PbBi30S51 - II/E.09-60 Makovickyit Ag1.5Bi5.5S9 - II/E.10 Fangit-sor - II/E.10-10 Fangit Tl3AsS4 - II/E.11 Galkhaiit-sor - II/E.11-10 Galkhait (Cs,Tl)(Hg,Cu,Zn)6(As,Sb)4S12 - II/E.12 Laffittit - Hatchit sor - II/E.12-10 Laffittit AgHgAsS3 - II/E.12-20 Routhierit TlCu(Hg,Zn)2(As,Sb)2S3 - II/E.12-25 Stalderit TlCu(Zn,Fe,Hg)2As2S6 - II/E.12-30 Christit TlHgAsS3 - II/E.12-40 Ellisit Tl3AsS3 - II/E.12-45 Erniggliit Tl2SnAs2S6 - II/E.12-60 Wallisit PbTl(Cu,Ag)As2S5 - II/E.12-70 Hatchit (Pb,Tl)2AgAs2S5 - II/E.12-80 Sicherit TlAg2(As,Sb)3S6 - II/E.13 Livingstonit - Vaughanit sor - II/E.13-10 Livingstonit HgSb4S8 - II/E.13-20 Grumiplucit HgBi2S4 - II/E.13-30 Simonit TlHgAs3S6 - II/E.13-40 Vrbait Tl4Hg3Sb2As8S20 - II/E.13-42 Edenharterit TlPbAs3S6 - II/E.13-43 Jentschit TlPbAs2SbS6 - II/E.13-45 Hutchinsonit (Pb,Tl)2As5S9 - II/E.13-50 Lorandit TlAsS2 - II/E.13-60 Weissbergit TlSbS2 - II/E.13-70 Tvalchrelidzeit Hg12(Sb,As)8S15 - II/E.13-80 Vaughanit TlHgSb4S7 - II/E.14 Rebulit - Chabourneit sor - II/E.14-10 Rebulit Tl5Sb5As8S22 - II/E.14-12 Jankovicit Tl5Sb9(As,Sb)4S22 - II/E.14-15 Imhofit Tl6CuAs16S40 - II/E.14-20 Bernardit Tl(As,Sb)5S8 - II/E.14-25 Gillulyit Tl2(As,Sb)8S13 - II/E.14-30 Pierrotit Tl2Sb6As4S16 - II/E.14-40 Parapierrotit Tl(Sb,As)5S8 - II/E.14-50 Chabourneit (Tl,Pb)21(Sb,As)91S147 - II/E.15 Jordanit - Lengenbachit sor - II/E.15-10 Jordanit Pb14(As,Sb)6S23 - II/E.15-20 Geokronit Pb14(Sb,As)6S23 - II/E.15-30 Gratonit Pb9As4S15 - II/E.15-40 Meneghinit Pb13CuSb7S24 - II/E.15-45 Tsugaruit Pb4As2S7 - II/E.15-50 Lengenbachit Pb6(Ag,Cu)2As4S13 - II/E.16 Seligmannit - Bournonit sor - II/E.16-10 Seligmannit PbCuAsS3 - II/E.16-20 Bournonit PbCuSbS3 - II/E.17 Marrite - Owyheeit sor - II/E.17-10 Marrit PbAgAsS3 - II/E.17-20 Freieslebenit AgPbSbS3 - II/E.17-30 Diaphorit Pb2Ag3Sb3S8 - II/E.17-40 Zoubekit AgPb4Sb4S10 - II/E.17-50 Owyheeit Pb7Ag2(Sb,Bi)8S20 - II/E.18 Dufrenoysit - Veenit sor - II/E.18-10 Dufrenoysit Pb2As2S5 - II/E.18-20 Veenit Pb2(Sb,As)2S5 - II/E.19 Falkmanit - Jaskolskiit sor - II/E.19-10 Falkmanit Pb5Sb4S11 - II/E.19-20 Ardait Pb19Sb13S35Cl7 - II/E.19-30 Boulangerit Pb5Sb4S11 - II/E.19-40 Plumosit Pb2Sb2S5 - II/E.19-42 Moeloit Pb6Sb6S14 - II/E.19-45 Pillait Pb9Sb10S23Cl0.5 - II/E.19-50 Jaskolskiit Pb2+xCux(Sb,Bi)2-xS5 (x=0.2 ) - II/E.20 Madocit - Dadsonit sor - II/E.20-10 Madocit Pb17(Sb,As)16S41 - II/E.20-20 Launayit Pb22Sb26S61 - II/E.20-25 Pellouxit (Cu,Ag)Pb10Sb12S27(Cl,S)0.6O - II/E.20-30 Sterryit Ag2Pb10(Sb,As)12S29 - II/E.20-40 Playfairit Pb16Sb18S43 - II/E.20-50 Sorbyit Pb19(Sb,As)20S49 - II/E.20-60 Dadsonit Pb21Sb23S55Cl - II/E.21 Rayite - Fülöpit sor - II/E.21-10 Rayit (Ag,Tl)2Pb8Sb8S21 - II/E.21-20 Semseyit Pb9Sb8S21 - II/E.21-30 Heteromorfit Pb7Sb8S19 - II/E.21-40 Plagionit Pb5Sb8S17 - II/E.21-50 Fülöpit Pb3Sb8S15 - II/E.22 Jamesonit - Sakharovait sor - II/E.22-10 Jamesonit Pb4FeSb6S14 - II/E.22-20 Benavidesit Pb4(Mn,Fe)Sb6S14 - II/E.22-30 Parajamesonit Pb4FeSb6S14 - II/E.22-40 Sakharovait (Pb,Fe)(Bi,Sb)2S4 - II/E.23 Uchucchacuait - Roshchinit sor - II/E.23-10 Uchucchacuait AgPb3MnSb5S12 - II/E.23-20 Fizelyit Pb14Ag5Sb21S48 - II/E.23-30 Ramdohrit Ag3Pb6Sb11S24 - II/E.23-40 Andorit PbAgSb3S6 - II/E.23-50 Roshchinit Ag19Pb10Sb51S96 - II/E.24 Baumhauerit - Robinsonit sor - II/E.24-10 Baumhauerit Pb3As4S9 - II/E.24-15 Baumhauerit-2a Pb3As4S9 - II/E.24-20 Robinsonit Pb4Sb6S13 - II/E.25 Liveingit - Twinnit sor - II/E.25-10 Liveingit Pb9As13S28 - II/E.25-20 Rathit Pb8Pb4-x(Tl2As2)x(Ag2As2)As16S40 - II/E.25-30 Sartorit PbAs2S4 - II/E.25-40 Guettardit Pb(Sb,As)2S4 - II/E.25-50 Twinnit Pb(Sb,As)2S4 - II/E.26 Zinkenit-sor - II/E.26-10 Zinkenit Pb9Sb22S42 - II/E.26-20 Scainiit Pb14Sb30S54O5 - II/E.27 Kirkiit-sor - II/E.27-10 Kirkiit Pb10Bi3As3S19 - II/E.28 Miharait-sor - II/E.28-10 Miharait PbCu4FeBiS6 - II/E.29 Aschamalmit - Heyrowskyit sor - II/E.29-10 Aschamalmit Pb6Bi2S9 - II/E.29-20 Heyrovskyit Pb10AgBi5S18 - II/E.30 Aikinit - Pekoit sor - II/E.30-10 Aikinit PbCuBiS3 - II/E.30-15 Soucekit PbCuBi(S,Se)3 - II/E.30-20 Friedrichit Pb5Cu5Bi7S18 - II/E.30-25 Emilit Cu10.7Pb10.7Bi21.3S48 - II/E.30-30 Hammarit Pb2Cu2Bi4S9 - II/E.30-40 Lindstromit Pb3Cu3Bi7S15 - II/E.30-50 Krupkait PbCuBi3S6 - II/E.30-54 Paarit Cu1.7Pb1.7Bi6.3S12 - II/E.30-60 Gladit PbCuBi5S9 - II/E.30-70 Pekoit PbCuBi11(S,Se)18 - II/E.31 Xilingolit - Gustavit sor - II/E.31-10 Xilingolit Pb3Bi2S6 - II/E.31-20 Lillianit Pb3Bi2S6 - II/E.31-30 Bursait Pb5Bi4S11 - II/E.31-40 Ourayit Pb4Ag3Bi5S13 - II/E.31-50 Eskimoit Ag7Pb10Bi15S36 - II/E.31-60 Vikingit Ag5Pb8Bi13S30 - II/E.31-70 Schirmerit Ag3Pb3Bi9S18 - II/E.31-80 Treasurit Ag7Pb6Bi15S32 - II/E.31-90 Gustavit PbAgBi3S6 - II/E.32 Neyit-sor - II/E.32-10 Neyit AgCu3Pb12.5Bi13S34 - II/E.33 Izoklakeit - Berryit sor - II/E.33-05 Izoklakeit Pb27(Cu,Fe)2(Sb,Bi)19S57 - II/E.33-10 Giessenit Pb13(Cu,Ag)(Bi,Sb)9S28 - II/E.33-15 Tintinait Pb22Cu4(Sb,Bi)30S69 - II/E.33-20 Kobellit Pb22Cu4(Bi,Sb)30S69 - II/E.33-30 Eclarit Pb9(Cu,Fe)Bi12S28 - II/E.33-40 Nuffieldit Pb2Cu(Pb,Bi)Bi2S7 - II/E.33-50 Berryit Pb3(Ag,Cu)5Bi7S16 - II/E.34 Cosalit - Galenobizmutit - II/E.34-08 Mozgovait PbBi4(S,Se)7 - II/E.34-10 Cosalit Pb2Bi2S5 - II/E.34-20 Proudit (Pb,Cu)8Bi9-10(S,Se)22 - II/E.34-30 Weibullit Pb6Bi8(S,Se)18 - II/E.34-60 Cannizzarit Pb4Bi6S13 - II/E.34-65 Wittit Pb3Bi4(S,Se)9 - II/E.34-70 Nordstromit Pb3CuBi7(S10Se4) - II/E.34-80 Junoit Pb3Cu2Bi8(S,Se)16 - II/E.34-85 Felbertalit! Cu2Pb6Bi8S19 - II/E.34-90 Watkinsonit PbCu2Bi4(Se,S)8 - II/E.34-100 Paderait AgPb2Cu6Bi11S22 - II/E.34-110 Galenobizmutit PbBi2S4 - II/E.35 Ustarasit-sor - II/E.35-10 Ustarasit Pb(Bi,Sb)6S10 | - II/F Nemfémes jellegű szulfidok, arzén-szulfidok - II/F.01 Patronit-sor - II/F.01-10 Patronit VS4 - II/F.02 Duranusit - Jeromit sor - II/F.02-10 Duranusit As4S - II/F.02-20 Dimorphit As4S3 - II/F.02-30 Realgár AsS - II/F.02-40 Pararealgár AsS - II/F.02-50 Alacranit As8S9 - II/F.02-60 Uzonit As4S5 - II/F.02-70 Orpiment As2S3 - II/F.02-80 Laphamit As2(Se,S)3 - II/F.02-90 Jeromit As(S,Se)2 - II/F.03 Getchellit - Wakabayashilit sor - II/F.03-10 Getchellit AsSbS3 - II/F.03-20 Wakabayashilit (As,Sb)11S18 - II/F.04 Rohait - Thalcusit sor - II/F.04-05 Rohait TlCu5SbS2 - II/F.04-07 Kalkothallit (Cu,Fe)6Tl2SbS4 - II/F.04-10 Murunskit K2Cu3FeS4 - II/F.04-20 Bukovit Tl2Cu3FeSe4 - II/F.04-30 Thalcusit TlCu3FeS4 - II/F.05 Chvilevait sor - II/F.05-10 Chvilevait Na(Cu,Fe,Zn)2S2 - II/F.06 Djerfisherit - Thalfenisit sor - II/F.06-10 Djerfisherit K6Na(Fe,Cu,Ni)25S26Cl - II/F.06-20 Thalfenisit Tl6(Fe,Ni,Cu)25S26Cl - II/F.06-30 Owensit (Ba,Pb)6(Cu,Fe,Ni)25S27 - II/F.07 Rasvumit - Bartonit sor - II/F.07-10 Rasvumit KFe2S3 - II/F.07-20 Bartonit K3Fe10S14 - II/F.07-30 Klórbartonit K6Fe24S26(Cl,S) - II/F.08 Caswellsilverit - Schöllhornit sor - II/F.08-10 Caswellsilverit NaCrS2 R 3m 3 2/m - II/F.08-20 Schollhornit Na0.3CrS2·(H2O) R 3m ? 3m - II/F.08-30 Kronuzit Ca0.2(H2O)2CrS2 - II/F.09 Erdit-Coyoteit sor - II/F.09-10 Erdit NaFeS2·2(H2O) - II/F.09-20 Coyoteit NaFe3S5·2(H2O) - II/F.10 Gerstleyit-sor - II/F.10-10 Gerstleyit Na2(Sb,As)8S13·2(H2O) - II/F.11 Kermezit - Cetineit sor - II/F.11-10 Kermezit Sb2S2O - II/F.11-20 Sarabauit CaSb10O10S6 - II/F.11-30 Cetineit (K,Na)3+x(Sb2O3)3(Sb2S3)(OH)x·(2.8-x)(H2O) - II/F.12 Bazhenovit-sor - II/F.12-05 Viaeneit (Fe,Pb)4S8O - II/F.12-10 Bazhenovit CaS5·CaS2O3·6Ca(OH)2·20(H2O) - II/F.13 Capgaronnit-Perroudit sor - II/F.13-05 Iltisit HgSAg(Cl,Br) - II/F.13-10 Capgaronnit HgAg(Cl,Br,I)S - II/F.13-20 Perroudit Hg5-xAg4+xS5-x(Cl,I,Br)4+x - II/F.14 Corderoit - Arzakit sor - II/F.14-05 Kenhsuit Hg3S2Cl2 - II/F.14-10 Corderoit Hg3S2Cl2 - II/F.14-20 Grechishchevit Hg3S2(Br,Cl,I)2 - II/F.14-30 Radtkeit Hg3S2ClI - II/F.14-40 Lavrentievit Hg3S2(Cl,Br)2 - II/F.14-50 Arzakit Hg3S2(Br,Cl)2 - II/F.15 Kolarit - Radhakrishnait sor - II/F.15-10 Kolarit PbTeCl2 - II/F.15-20 Radhakrishnait PbTe3(Cl,S)2 |